# Ernst Jünger
Ernst Jünger (Heidelberg, 29 marzo 1895 – Riedlingen, 17 febbraio 1998) è stato uno scrittore tedesco, militare decorato durante la  prima guerra mondiale, le cui esperienze, riversate nelle memorie Nelle tempeste d'acciaio, ne plasmarono la personalità e le successive opere letterarie, che gli meritarono un'immediata e duratura fama.

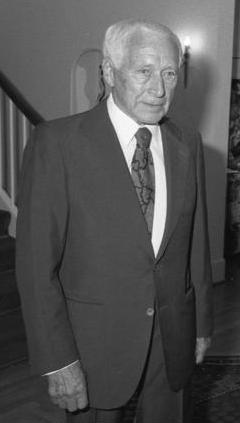
Ernst Jünger il 15 settembre 1986 a Bad Godesberg

Figlio ribelle di un imprenditore e chimico, abbracciò giovanissimo il movimento Wandervogel; ancora minorenne, fuggì da casa per tentare di arruolarsi nella Legione straniera francese, un atto illegale, ma fu riportato a casa. Volontario allo scoppio della prima guerra mondiale nel 1914, Jünger rimase ferito in battaglia molte volte; dopo avere riportato gravi ferite in un'offensiva nel 1918, venne insignito della superiore decorazione Pour le Mérite, un evento raro per il suo rango.
Nel caotico dopoguerra, seguito alla sconfitta della Germania, assunse posizioni nazionaliste ed elitarie, attribuibili alla cosiddetta rivoluzione conservatrice. Scrisse un'intensa pubblicistica giornalistica contro i valori liberali, borghesi, la democrazia e la repubblica di Weimar, ma respinse le avances di Hitler e dei nazionalsocialisti, allora in ascesa verso il potere, per unirsi invece al partito di Ernst Niekisch. Al contrario di altri scrittori tedeschi, fuggiti dopo l'instaurazione della dittatura, egli rimase in Germania, ma rifiutò l'ideologia razzista ed antisemita del nazismo, rifiuto evidente nel suo romanzo Sulle scogliere di marmo (1939). Durante la seconda guerra mondiale, richiamato alle armi col titolo di Hauptmann, visse prevalentemente nella Parigi occupata, tenendo regolarmente dei diari di memorie, riuniti sotto il titolo di Irradiazioni (Strahlungen), pubblicati in due volumi di tre parti ciascuno, un capolavoro letterario di stile, oggi tradotto nelle principali lingue, dove emerge un personaggio di dandy raffinato. La sua posizione contro il totalitarismo nazista lo portò a scrivere il saggio La pace e a frequentare esponenti della resistenza tedesca. Indirettamente implicato - poiché ne era a conoscenza tramite alcuni amici ufficiali - con l'attentato a Hitler del 20 luglio 1944, gli fu risparmiata la condanna: venne congedato dall'esercito e ritornò in Germania da civile. Alla fine del 1944, il figlio, di idee antinaziste, venne ucciso dai partigiani in Italia, dov'era stato mandato per punizione. Nel secondo dopoguerra, la sua opera e il suo pensiero, passati al vaglio del processo di denazificazione operato dagli Alleati, vennero considerati un "brodo di coltura" dei temi revanscisti e nazionalisti poi ripresi e diffusi dai nazisti, e gli fu impedita per un periodo la pubblicazione di scritti, diventando un autore controverso. La sua lunga vita, da allora molto ritirata, e conclusa a 102 anni, gli permise di produrre altri romanzi, racconti, saggi, e nuove memorie, conoscendo altro successo di pubblico e facendone un autore molto prestigioso e complesso della letteratura tedesca, dalle idee eterodosse e contraddittorie (sua è la proposta dell'Anarca, un anarchico di tipo "aristocratico"), durante oltre 70 anni d'attività. Nel secondo dopoguerra il suo bellicismo e militarismo giovanili si trasformarono in una forma di pacifismo già maturato negli ultimi anni del secondo conflitto, mantenendo sempre la sua critica di fondo ai veri poteri. Ricevette importanti premi e riconoscimenti, tra cui il premio Goethe nel 1982.

## Biografia

### Dall'infanzia alla prima guerra mondiale

#### Infanzia e periodo scolastico
Nel 1895 nacque a Heidelberg Ernst Jünger, primo dei sette figli del chimico Ernst Georg Jünger (1868-1943) e della successiva moglie Karoline Lampl (Monaco, 1873-1950 a Leisnig/Sassonia). Fu battezzato protestante. Due dei suoi fratelli morirono in tenera età. Il fratello minore Friedrich Georg Jünger divenne anch'egli scrittore. Ernst Jünger trascorse la sua infanzia ad Hannover, a Schwarzenberg/Erzgeb e infine a Rehburg dal 1907. Poiché suo padre era un farmacista ed era coinvolto nell'estrazione di cloruro di potassio, la famiglia Jünger era ricca.
Ernst Jünger iniziò la scuola presso il Goethegymnasium di Hannover nella Pasqua del 1901. L'iscrizione di Jünger segnò l'inizio di un periodo di sofferenza durato 13 anni, caratterizzato da più di 10 cambi di scuola fino all'esame di maturità nel 1914. Secondo il biografo di Jünger, Helmuth Kiesel, l'"odissea scolastica" non è dovuta tanto ai tre traslochi della famiglia quanto al suo scarso rendimento. Dal 1905 al 1907 trascorse un periodo in collegio ad Hannover e Braunschweig. Dal 1907 tornò a vivere con la famiglia a Rehburg. Insieme ai suoi fratelli, frequenta la Scharnhorst-Realschule di Wunstorf. In questo periodo scopre la sua passione per l'entomologia e per i romanzi d'avventura.
Nel 1911 i fratelli Ernst e Friedrich Georg entrarono a far parte del Wandervogel Club di Wunstorf. Qui trovò il materiale per le sue prime poesie, che furono pubblicate in una rivista del Wandervogel. Queste poesie gli valsero il riconoscimento degli insegnanti e dei compagni di scuola e da quel momento in poi godette della fama di "poeta e dandy".

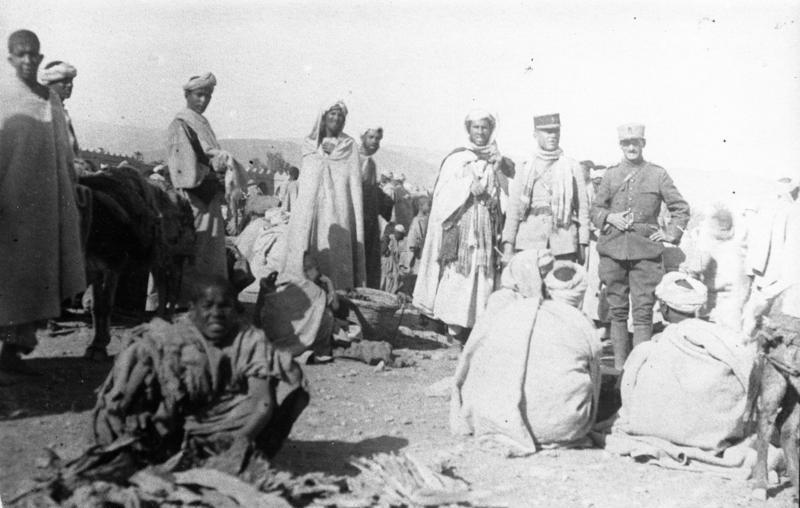
Marocco, legionari stranieri

Poiché i "diari di viaggio africani" allora in voga lo affascinavano in classe - nel frattempo frequentava il ginnasio ad Hameln - non tornò a scuola dopo le vacanze, ma si arruolò nella Legione Straniera a Verdun nel novembre 1913 e si impegnò per un periodo di servizio di cinque anni, raggiungendo così la terra dei suoi desideri. Fu poi inviato al campo di addestramento di Sidi bel Abbès, in Algeria, e appartenne alla 26ª Compagnia di istruzione. Da lì, fuggì in Marocco con un compagno, ma fu rapidamente arrestato e riportato nella legione. Sei settimane più tardi, dopo un intervento, sollecitato dal padre, del Ministero degli Esteri, fu rilasciato a causa della sua età. Come punizione, suo padre lo mandò in un collegio ad Hannover. Questo episodio della sua vita è trattato nel libro Ludi africani, pubblicato nel 1936.

#### Servizio militare

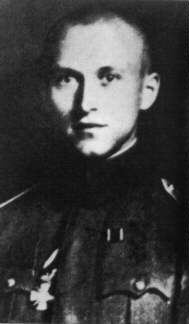
Jünger come soldato in convalescenza nel 1918

Il 1º agosto 1914, poco dopo lo scoppio della prima guerra mondiale, Ernst Jünger si arruolò come volontario di guerra nel reggimento di fucilieri "General-Feldmarschall Prinz Albrecht von Preußen" (Hannoversches) n. 73 di Hannover. Dopo aver conseguito il Notabitur, completò l'addestramento militare e a dicembre arrivò con un trasporto sostitutivo sul fronte dello Champagne in Francia. Jünger fu ferito per la prima volta nell'aprile 1915. Su consiglio del padre, intraprese la carriera di ufficiale (Fahnenjunker) mentre era in licenza. Tornato in Francia, divenne Leutnant e Zugführer il 27 novembre 1915 e si fece un nome con azioni spettacolari durante le pattuglie e nelle truppe d'assalto. Nel dicembre 1915, però, annotò nel diario, che portava sempre con sé, che uccidere in guerra era "un assassinio" e che la guerra aveva "risvegliato in lui la nostalgia dei benefici della pace".
Nel corso del terzo anno di guerra, il 1916, il reggimento di Jünger fu schierato in tutti i punti caldi del fronte occidentale. Durante la seconda battaglia della Somme, Jünger fu ferito alla vigilia dell'offensiva britannica nella posizione di riposo di Combles e fu mandato in ospedale. In seguito, il suo intero plotone venne annientato a Guillemont. Nel novembre 1916 Jünger fu ferito per la terza volta in una missione di ricognizione e poco dopo ricevette la Croce di ferro di prima classe. Nella primavera del 1917 fu nominato Kompaniechef della 7º compagnia. Alla vista dei prati verdi nel maggio 1917, Jünger, un uomo "un tempo così desideroso di guerra", si chiedeva:
()
Per caso, salvò la vita a suo fratello Friedrich Georg Jünger, che era rimasto gravemente ferito ai margini di un bosco sul campo di battaglia di Langemark il 29 luglio 1917. Questo evento fece sì che il legame tra di loro si rinsaldasse. Seguirono altri riconoscimenti, tra cui la Croce di Cavaliere dell'Ordine di Hohenzollern il 4 dicembre 1917. Nel marzo 1918, Ernst Jünger sopravvisse a un bombardamento di cui fu vittima quasi tutta la sua compagnia. Assistette alla fine della guerra in un ospedale militare di Hannover dopo essere stato ferito vicino a Cambrai nell'agosto 1918. Il 22 settembre 1918 ricevette l'Ordine Pour le Mérite, la più alta onorificenza militare della Corona di Prussia.

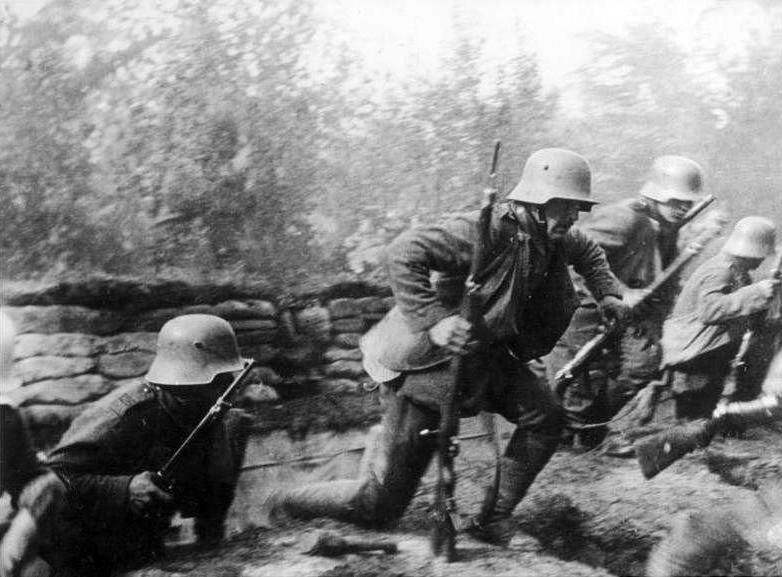
Truppe d'assalto tedesche nella prima guerra mondiale

Nelle pause della sua routine quotidiana al fronte, verso la fine della guerra, leggeva soprattutto opere di Nietzsche, Schopenhauer, Ariosto e Kubin. Si faceva anche inviare da casa riviste di entomologia. I suoi 15 diari di guerra sono stati consegnati al Deutschen Literaturarchiv Marbach prima della morte di Jünger. Sono stati pubblicati nel 2010, curati e annotati da Helmuth Kiesel. Secondo Benjamin Ziemann, in essi Ernst Jünger non appare né come una macchina da combattimento proto-fascista né come la mente di un amalgama di uomo e tecnologia bellica, ma come un "cronista molto preciso" della pratica della violenza nella prima guerra mondiale. Jünger utilizzò gli appunti come materia prima per il suo primo libro (Nelle tempeste d'acciaio, 1920). Nel 2013, il suo biografo Helmuth Kiesel ha raccolto per la prima volta tutte le versioni di questo libro in un'edizione storico-critica.

### Periodo di Weimar

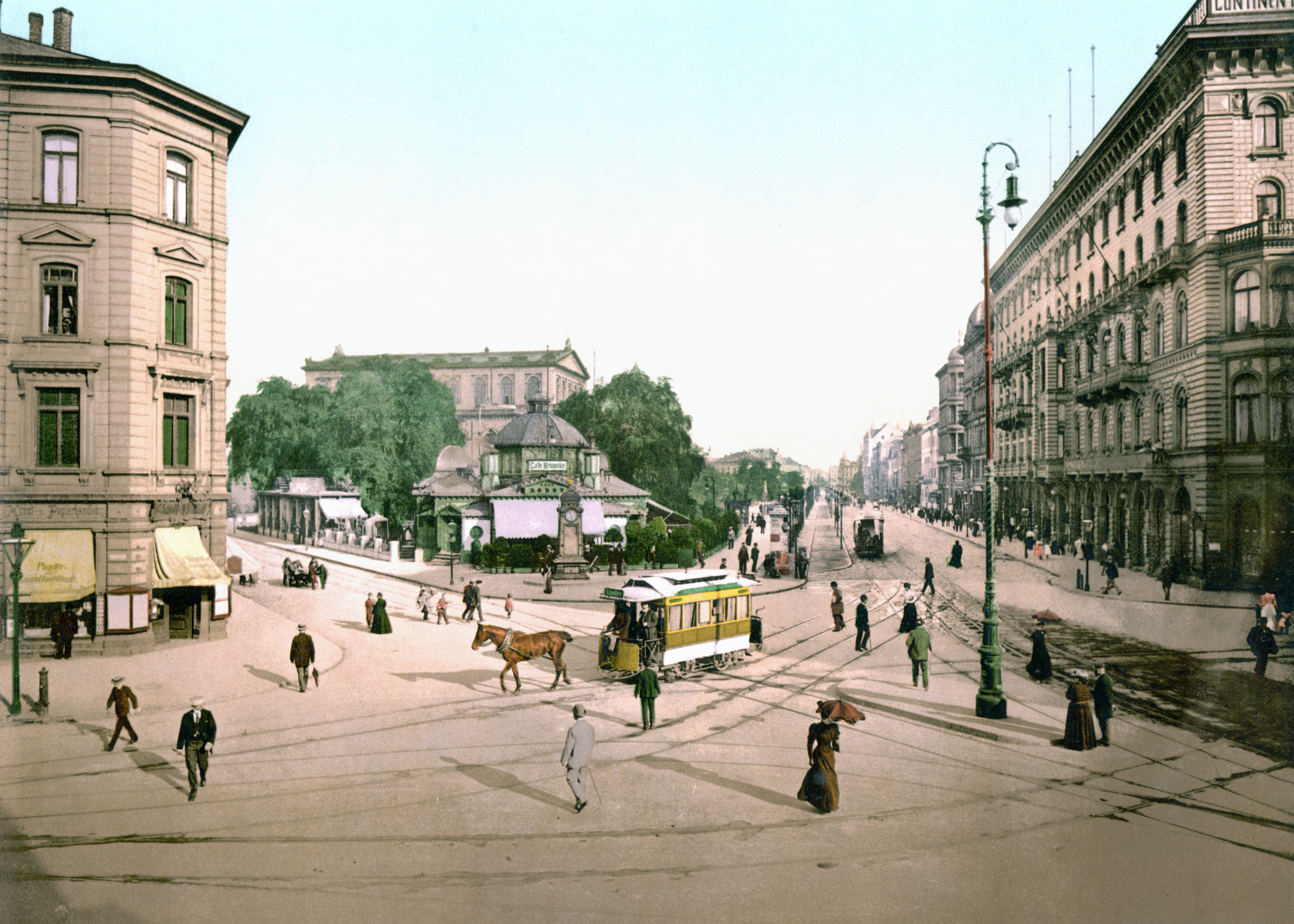
Il Café Kröpcke di Hannover

#### Prime pubblicazioni
Dopo la prima guerra mondiale, Jünger prestò inizialmente servizio come tenente nel 16º reggimento di fanteria della Reichswehr ad Hannover. Durante il periodo di servizio, fu coinvolto, tra l'altro, nella stesura del regolamento di servizio per la fanteria da combattimento (Heeresdienstvorschrift 130) presso il Ministero della Reichswehr a Berlino.
Ad Hannover, secondo Helmuth Kiesel, entrò in contatto con il circolo dell'editore Paul Steegemann, che comprendeva dadaisti come Walter Serner e Kurt Schwitters. Jünger rimase profondamente colpito dall'opera di Serner, Letzte Lockerung. manifest dada (1920). Lesse le Considerazioni di un impolitico (1918) di Thomas Mann, e successivamente anche La montagna incantata (1924). Lesse anche Il tramonto dell'Occidente (1918/22) di Oswald Spengler. Era particolarmente entusiasta del poeta francese Arthur Rimbaud. Con Baudelaire e Rimbaud, Jünger non solo scoprì la poetica della modernità, sottolinea Helmuth Kiesel, ma anche l’autocoscienza dei senzatetto e l'autoalienazione.
Ben presto si distinse come strenuo oppositore della repubblica, ma rimase in gran parte fuori dalle dispute politiche e rielaborò i suoi appunti di guerra, che confluirono nelle opere Nelle tempeste d'acciaio, dal diario di un leader di truppe d'assalto (1920), La battaglia come esperienza interiore (1922), Il tenente Sturm (1923), Boschetto 125 (1925) e Fuoco e sangue (1925). Nel frattempo, scrisse alcuni saggi più brevi sul Militär-Wochenblatt che trattavano questioni di guerra moderna. Nelle tempeste d'acciaio non fu inizialmente letto come un'opera letteraria ma, secondo Kiesel, apparve come "una sorta di libro di saggistica" in una casa editrice di militaria.
Dopo aver lasciato la Reichswehr il 31 agosto 1923, si iscrisse all'Università di Lipsia come stud. rer. nat. (studente di scienze naturali). Studiò zoologia con il filosofo e biologo Hans Driesch, il principale esponente del neovitalismo, e filosofia con Felix Krüger e il suo assistente Ernst Hugo Fischer.
Nel 1923 si unì per un breve periodo ai Freikorps di Gerhard Roßbach e fu attivo soprattutto come collegamento itinerante con altre parti del movimento nazionale. Durante un lungo soggiorno a Monaco, la città natale della madre, Jünger simpatizzò con il gruppo di ex soldati di prima linea intorno a Erich Ludendorff e Adolf Hitler che organizzarono il Putsch di Monaco. Successivamente descrisse un discorso di Hitler da lui udito come un "cataclisma" ("Elementarereignis"). Poche settimane prima del fallito putsch, pubblicò il suo primo articolo di carattere politico intitolato Revolution und Idea sul Völkischer Beobachter, il giornale del partito nazionalsocialista, in cui lanciò un appello per una "vera rivoluzione" la cui bandiera e forma di espressione sarebbero state, rispettivamente, la svastica e la dittatura. In un sobborgo di Monaco, visitò Ludendorff, la cui figura elogiò sul Deutsches Tageblatt nell'aprile 1924.
Il 3 agosto 1925 Jünger sposò Gretha von Jeinsen. Il loro figlio Ernst (solitamente chiamato "Ernstel" negli scritti di Jünger) nacque a Lipsia il 1º maggio 1926. Il 26 maggio interruppe gli studi senza laurearsi e si dedicò completamente alla scrittura.
La vivace attività giornalistica di Jünger per organi esclusivamente nazionalisti-völkisch e nazional-rivoluzionari, iniziata negli anni '20 e protrattasi fino al 1933, lo rese un portavoce e teorico della destra politica ampiamente rispettato. La prima pubblicazione per la quale Jünger lavorò regolarmente, dal 6 giugno 1925 al marzo 1926, fu il supplemento speciale del giornale degli Stahlhelm intitolato Die Standarte. Beiträge zur geistigen Vertiefung des Frontgedankens (Lo stendardo. Contributi all'approfondimento spirituale del pensiero del fronte), di cui fu coeditore. Qui poté rendere pubbliche le conclusioni politiche che aveva tratto dall'esperienza della Grande Guerra. Come portavoce dei giovani radicali, tuttavia, secondo Heimo Schwilk, entrò in conflitto con la direzione degli Stahlhelm e con la linea politica improntata alla legalità stabilita da Franz Seldte. Tra il settembre 1925 e il marzo 1926 pubblicò 19 saggi. Con una tiratura di circa 170.000 copie, le sue idee raggiunsero un pubblico relativamente ampio.
Dopo che la direzione federale degli Stahlhelm prese le distanze da Jünger e dai nazionalisti radicali, Jünger, insieme a Helmut Franke, Franz Schauwecker e Wilhelm Kleinau, pubblicò da solo la Standarte a partire dall'aprile 1926 con il sottotitolo programmatico Wochenschrift des neuen Nationalismus (Settimanale del nuovo nazionalismo). Di conseguenza, la sua tiratura scese improvvisamente a poche migliaia di copie. Dopo soli cinque mesi di pubblicazione, la neonata Standarte dovette fermare le rotative nell'agosto 1926, per ordine di Otto Hörsing, l'Oberpräsidenten di Magdeburgo, perché l'articolo Nationalistische Märtyrer aveva legittimato gli omicidi di Walther Rathenau e Matthias Erzberger. Di conseguenza, lo Stahlhelm licenziò anche il direttore della rivista Helmut Franke. Dopo i disaccordi con l'associazione federale dello Stahlhelm, Jünger lasciò l'associazione e dal novembre 1926, finanziato da Hermann Ehrhardt, pubblicò la rivista Arminius di Monaco, avente come sottotitolo Kampfschrift für deutsche Nationalisten (Pamphlet per nazionalisti tedeschi).
Fino al settembre 1927, Jünger vi pubblicò 27 articoli, nei quali criticò anche il partito nazionalsocialista in quanto era da lui considerato non abbastanza radicale. Nonostante queste critiche, nel gennaio 1927 il quotidiano nazionalsocialista Völkischer Beobachter riportò dettagliatamente un discorso di Jünger. Nella primavera del 1927, la Berliner Deutsche Zeitung e la Leipziger Neuesten Nachrichten pubblicarono una ristampa dei suoi articoli, facendolo conoscere a un pubblico più vasto. Nel 1927 le pubblicazioni di Jünger gli valsero la fama di uno degli esponenti di spicco della destra radicale. Dopo una lite con il suo coeditore Helmut Franke, Jünger si dimise dal ruolo di redattore dell'Arminius nel maggio 1927 e dall'ottobre 1927 assunse la direzione della rivista Vormarsch. Blätter der nationalistischen Jugend (Avanzata. Pagine della gioventù nazionalista), anch'essa finanziata da Hermann Ehrhardt. Rimase direttore fino al marzo 1928 e vi pubblicò un totale di dodici articoli. Parallelamente alle pubblicazioni sulle riviste di Ehrhardt, Jünger scrisse dall'aprile 1927 per la rivista Widerstand. Zeitschrift für nationalrevolutionäre Politik (Resistenza. Rivista per una politica nazional-rivoluzionaria) di Ernst Niekisch, dove apparvero in totale 18 suoi articoli fino al 1933.

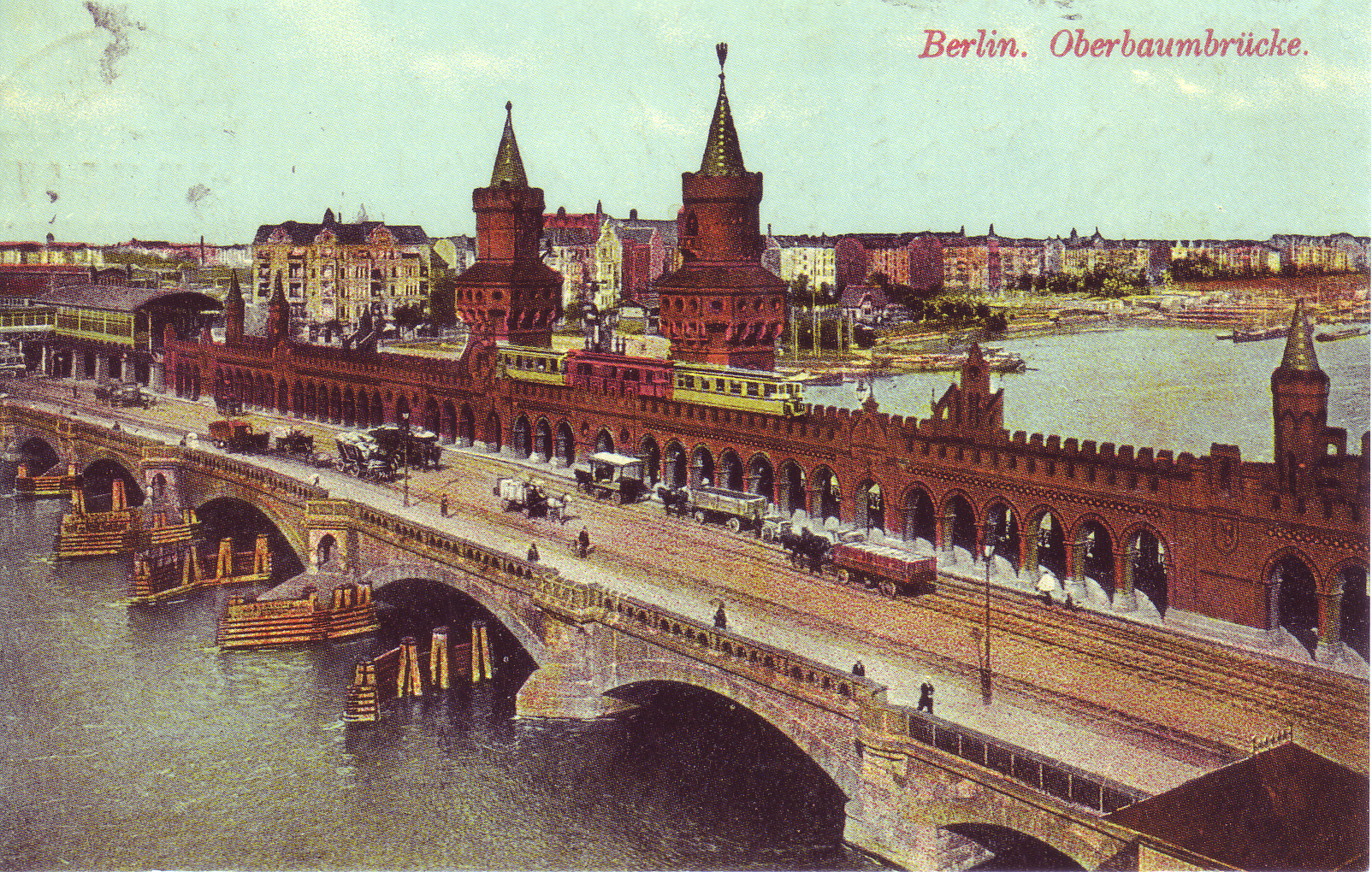
Berlino, vista dell'Oberbaumbrücke e del porto di Osthafen

Nel luglio 1927, Jünger si trasferì con la famiglia da Lipsia a Berlino per cogliere la vita moderna nella sua "Traumstärke". Inizialmente visse in Nollendorfstraße 29/3 nel quartiere di Schöneberg, vicino Motzstraße, dove il Juniklub teneva le sue riunioni nella cosiddetta Schutzbundhaus. Dopo un anno, Jünger si trasferì in Stralauer Allee (36, primo piano), un quartiere popolare non lontano dall'Osthafen. A Berlino si intensificò lo scambio con conservatori rivoluzionari come Ludwig Alwens, Franz Schauwecker, Friedrich Hielscher, Albrecht Erich Günther, Bruno ed Ernst von Salomon nonché Ernst Niekisch. Conobbe anche scrittori di sinistra come Bertolt Brecht, Ernst Toller ed Erich Mühsam. Intrattenne rapporti con Arnolt Bronnen, i pittori A. Paul Weber e Rudolf Schlichter, e gli editori Ernst Rowohlt e Benno Ziegler e incontrò leader del partito nazista come Otto Strasser e Joseph Goebbels. Approfondì la sua amicizia con il filosofo Ernst Hugo Fischer, che già conosceva da Lipsia, e strinse nuove amicizie con Valeriu Marcu, Alfred Kubin e Carl Schmitt. Durante il periodo trascorso a Berlino, abbracciò lo stile di vita bohémien. Secondo Jan Robert Weber, il segreto del suo incipiente successo risiedeva nel fatto che egli coltivava contemporaneamente due campi: il giornalismo e la saggistica, la politica e la letteratura.

#### Impegno antidemocratico

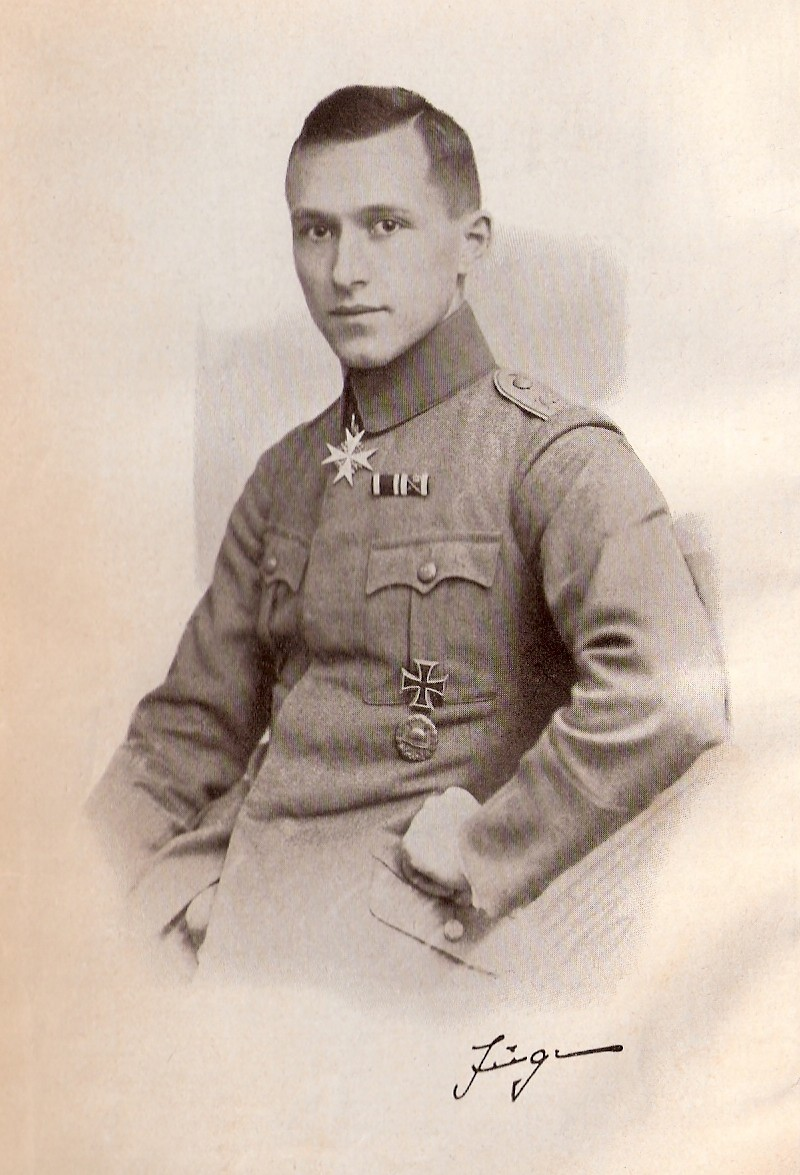
Ernst Jünger in tenuta militare, con indosso (dall'alto in basso) il Pour le Mérite, l'Ordine di Hohenzollern con nastro di spade (variante in tempo di pace), la Croce di Ferro e il Distintivo per feriti.

Nel suo giornalismo nazional-rivoluzionario, Jünger chiese la militarizzazione di tutti i settori della vita partendo dall'assolutizzazione delle sue esperienze di guerra. Si oppose radicalmente alla repubblica di Weimar, auspicandone la distruzione violenta e l'instaurazione di una dittatura nazionale. Rifiutava gli ideali dell'umanesimo, del pacifismo (quest'ultima posizione fu radicalmente rivista negli ultimi anni del secondo conflitto mondiale a partire dal saggio La pace) e in generale tutte le idee borghesi di ordine e civiltà: propagandava invece un'immagine dell'umanità che non temeva il dolore e il sacrificio e che rispettava la disciplina e la gerarchia più del postulato dell'uguaglianza. Secondo Kiesel, alla base di tutto ciò c'era un "antidemocratismo e antiumanesimo inculcato in tenera età e rafforzato dalla lettura di Nietzsche", ma anche il sospetto che, se gli umanisti avessero avuto ragione, i quattro anni di guerra sarebbero stati da considerare inutili. Nella prima edizione del 1925 di Boschetto 125, si trova la seguente frase:
()
Questa dichiarazione è seguita da minacce contro il "branco di letterati affaristi" che sostengono l'illuminismo, la democrazia e il pacifismo. Contro di loro, Jünger afferma che "le punizioni corporali devono essere reintrodotte immediatamente". Sebbene abbia fatto rimuovere queste frasi dal libro nel 1933 per le edizioni successive, secondo lo storico Peter Longerich, si tratta di una "dichiarazione che è tipica per lui anche in termini di dizione". La visione del mondo che Jünger raccomanda alla sua generazione di soldati al fronte, sottolinea Matthias Schloßberger, affonda le sue radici nel romanticismo e nella Lebensphilosophie di Nietzsche. Secondo Steffen Martus, Jünger ha formulato una regola nazionalistica per il dopoguerra:
()
Il programma nazionalista doveva basarsi su quattro pilastri: il futuro Stato doveva essere nazionale, sociale, difensivo e autorevole. In questo contesto, la forma dello Stato era "irrilevante se solo la sua costituzione è nettamente nazionale".
Insieme a suo fratello Friedrich Georg, con Gerhard Roßbach e Arnolt Bronnen e altri collaboratori, Jünger si trovò il 17 ottobre 1930 nella Beethovensaal per disturbare la lettura di Un appello alla ragione di Thomas Mann, in cui quest'ultimo metteva in guardia sui pericoli del nascente nazionalsocialismo. Joseph Goebbels sostenne l'azione inviando venti uomini delle SA vestiti in smoking.

#### Rapporto con il partito nazionalsocialista
Secondo lo storico Daniel Morat, non è certo una coincidenza che Jünger abbia pubblicato il suo primo articolo politico sul Völkischer Beobachter nel 1923. Il movimento nazionalsocialista fu da lui salutato come uno dei più radicali e antiborghesi. Secondo Jünger, in questo movimento c'era "più fuoco e sangue di quanto la cosiddetta rivoluzione fosse stata in grado di raccogliere in tutti quegli anni". In Hitler vide una "figura che, come quella di Mussolini, prefigurava senza dubbio un tipo di leader completamente nuovo". Secondo Kai Köhler, questo è indice di un atteggiamento di superiorità: "Dal punto di vista di chi guardava al futuro, Hitler non era il Führer, ma solo la prefigurazione di un tipo futuro di cui l'osservatore ritiene di riconoscere al meglio le caratteristiche". Nello Stahlhelm-Jahrbuch del 1926, Jünger spiegava che nel suo pensiero era costretto a dare, oltre al nazionalismo, al militarismo e all'imperialismo insiti nei tedeschi, "al socialismo un posto importante nel campo del nostro pensiero, e che moltissime persone la pensassero così è dimostrato dalla fondazione del Partito Nazionalsocialista, sorto da una profonda esigenza". Tuttavia, secondo Bruno W. Reimann, le dichiarazioni di Jünger sul socialismo sono di solito solo plateali, banali e prive di sostanza, compresa questa "piatta formulazione". In questo Jahrbuch (annuario), secondo Reimann, Jünger si definisce un partigiano della violenza fascista e razzista e si descrive come un "entusiasta sostenitore" del putsch hitleriano.
()

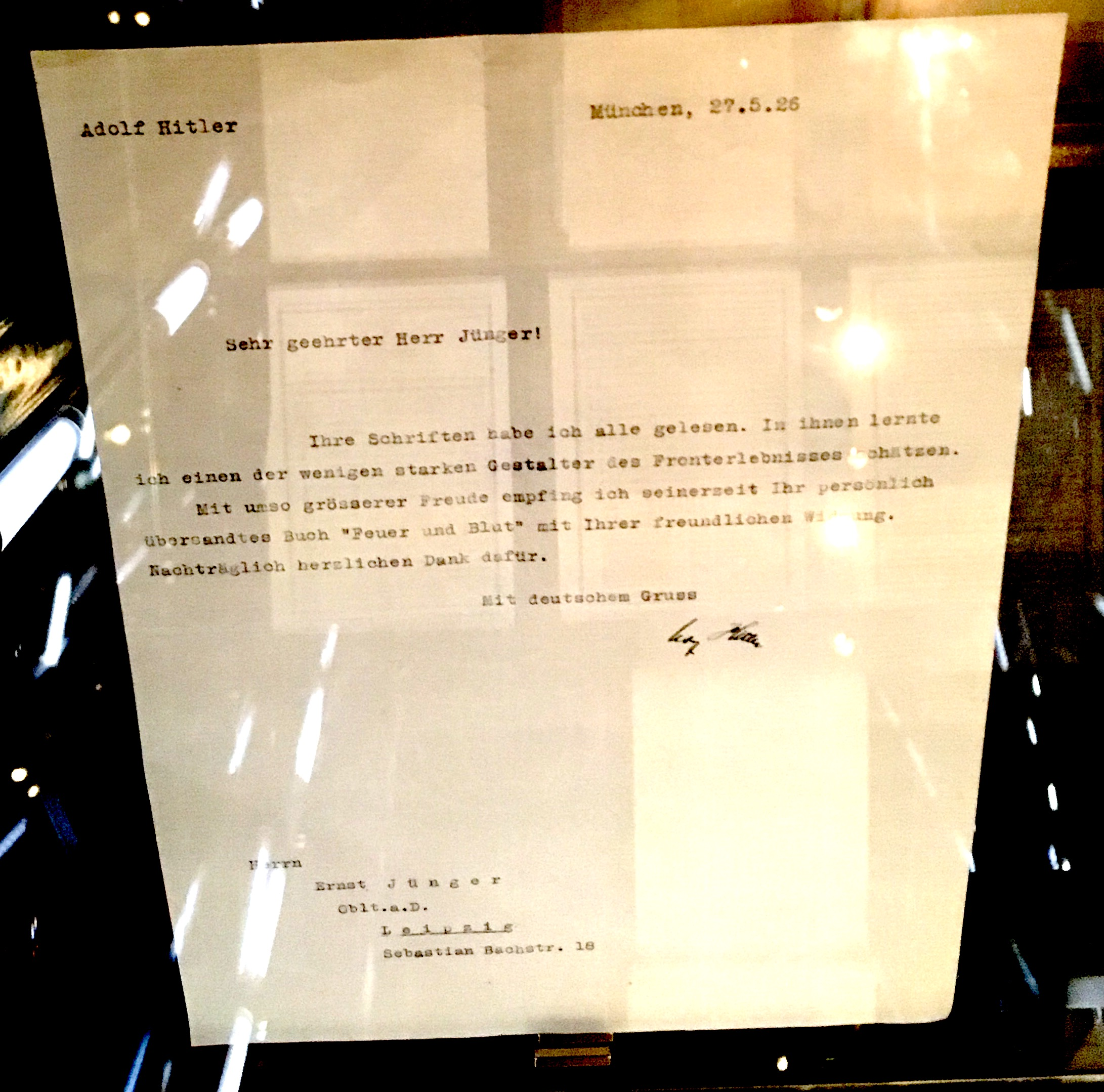
Lettera di Adolf Hitler a Ernst Jünger, 27 maggio 1926

Il 29 gennaio 1926 inviò a Hitler il suo libro Fuoco e sangue con la dedica "Al leader nazionale Adolf Hitler", e il dittatore lo ringraziò personalmente. Hitler annunciò anche una visita a Lipsia, ma la annullò all'ultimo momento. Comunque, Jünger non si iscrisse al partito nazista.
Nel marzo 1926, Jünger invoca una "integrazione attiva nel gioco del potere politico" e chiede l'unificazione delle "associazioni dei soldati del fronte nazionale", delle "forze dei radicali, dei völkisch e dei gruppi nazional-sociali", nonché del "nucleo di sangue dei soldati del fronte della classe operaia". Il 20 maggio 1926 tornò sul fallito putsch hitleriano, che descrisse come una "rivolta ancora poco chiara a Monaco", in cui però il nazionalismo era ancora nel pieno del processo di superamento interiore delle "forme di un vecchio Stato", e, nonostante le prime crepe nel rapporto con Stahlhelm, si pronunciò a favore di un "rafforzamento della nostra influenza nei sindacati di combattimento" e di una loro "rivoluzionamento". Nell'appello "Unitevi!" del 3 giugno 1926, infine, chiedeva, senza risultato, che i "singoli movimenti" si unissero nel "fronte finale nazionalista", perché "la forma del nostro movimento sarà anche la forma del futuro Stato", e includeva esplicitamente il partito nazionalsocialista, con il cui aiuto si sarebbe dovuta conquistare la classe operaia:
()
()
Secondo lo storico Morat, la propagazione del "socialismo nazionale" da parte di Jünger era molto simile a quella del partito nazionalsocialista. La differenza decisiva tra il "nuovo nazionalismo" e il nazionalsocialismo non era a livello di contenuti, ma consisteva nella forma di organizzazione come circoli esoterici da un lato e come partito di massa dall'altro. Nel suo saggio Nationalismus und Nationalsozialismus, pubblicato su Arminius nel 1927, Jünger pone particolare enfasi sul significato dell'"attività prevalentemente letteraria" dei pionieri del Nuovo Nazionalismo nel "periodo intermedio". Secondo Bruno W. Reimann, Jünger intendeva il periodo tra le battaglie, in cui si doveva riflettere sui valori della lotta. Mentre il nazionalsocialismo "come organizzazione politica dipende dall'acquisizione di mezzi effettivi di potere" per "realizzare un'idea", il compito del nazionalismo era quello di "coglierla il più profondamente e puramente possibile". Chi lo fa può pesare più di "cento seggi in parlamento". Secondo Heimo Schwilk, questa distribuzione dei ruoli dimostra che Jünger intende i nuovi nazionalisti come un'élite intellettuale che indica la strada ai militanti del partito di Hitler.
Si dice che Hitler abbia offerto a Jünger un seggio nel Reichstag nel 1927. Karl Otto Paetel, che era un membro dei Bündische e dei rivoluzionari nazionali intorno al 1930, riferì nel 1949 che Jünger aveva rifiutato perché riteneva "più meritorio scrivere un solo verso che rappresentare 60.000 imbecilli". Helmuth Kiesel fa notare però che né l'offerta né il rifiuto sono documentati.
Hitler si avvicinò a Jünger per l'ultima volta nel luglio 1929, quando gli fece recapitare da Rudolf Hess un invito ufficiale a suo nome per essere l'ospite d'onore al congresso del partito nazionalsocialista a Norimberga, che si tenne dal 1° al 4 agosto 1929. Jünger accettò l'invito, ma non si presentò. I motivi di tale scelta sono tuttora sconosciuti.
Quando nel 1929 Hitler si rivoltò contro la terroristica Landvolkbewegung, nella quale Jünger aveva visto il precursore del movimento rivoluzionario nazionale da lui auspicato, ci fu una rottura aperta. Hans Sarkowicz e Alf Mentzer ritengono che Jünger abbia respinto la decisione di Hitler di non salire al potere in modo rivoluzionario, ma con un percorso legale attraverso le istituzioni, come una concessione all'odiata partitocrazia. Helmuth Kiesel ha anche ragione nel dire che il partito nazionalsocialista non era abbastanza radicale per Jünger, in quanto per i suoi occhi faceva ormai parte del sistema borghese. Harro Segeberg descrive il breve coinvolgimento di Jünger come un "primo flirt" con il nazionalsocialismo dell'epoca. Secondo Wojciech Kunicki, l'unica direzione nazional-rivoluzionaria sostenuta da Jünger alla fine degli anni '20 era quella "nazional-bolscevica nella sua manifestazione anarchica" attorno a Bruno von Salomon e alla sua "Landvolkbewegung". Continua Kunicki: "Il programma di Jünger per la fase di transizione verso la dittatura era quello di un'anarchia aperta e di un'escalation senza compromessi di conflitti e antagonismi". Così Jünger scriveva a Salomon il 10 settembre 1929:
()
Grazie ai suoi rapporti amichevoli con Ernst Niekisch e ai suoi contributi regolari alla rivista Widerstand di Niekisch, Jünger si avvicinò al nazionalbolscevismo. Il rifiuto dell'Occidente e la richiesta di un'alleanza con l'Unione Sovietica, l'anticapitalismo e il socialismo prussiano influenzarono la sua concezione del grande saggio L'operaio tra il 1930 e il 1932. Niekisch vide quindi in Jünger uno dei più importanti rappresentanti del nazional-bolscevismo, mentre Jünger resistette cautamente a questa appropriazione. Per Jan Robert Weber, fu l'implicazione nazional-bolscevica dell'Operaio a rendere impossibile per Jünger professare il suo sostegno a Hitler nel 1933. Poiché era considerato uno dei capi del nazional-bolscevismo politicamente fallito, non doveva tradire i compagni e anche il proprio lavoro a favore di una carriera nello Stato nazista. Tuttavia, Jünger non si unì alla resistenza politica dei nazional-bolscevisti intorno a Niekisch contro il nazionalsocialismo, ma si ritirò nella posizione di figura solitaria.
Nel 1929, in risposta a un articolo di Jünger sul Das Tage-Buch della sinistra liberale, in cui Jünger aveva dichiarato che l'antisemitismo non era "una questione di natura essenziale" per il "nuovo nazionalismo" e che il nazionalsocialismo aveva dimostrato di far parte dell'ordine borghese accettando un percorso improntato alla legalità, l'Angriff, il cui direttore era Joseph Goebbels, rispose: "Non discutiamo con i rinnegati che ci deridono su sporchi giornali dei traditori ebrei. Il signor Jünger, tuttavia, è finito per noi". Nel 1930 il drammaturgo espressionista Arnolt Bronnen tentò di riconciliare Jünger con Goebbels. Nei suoi diari, Goebbels annotò: "gli facemmo ponti d'oro, che lui rifiutò sempre di attraversare".
Steffen Maltus ha riassunto quattro punti che Jünger trovava difettosi nel movimento nazionalsocialista: la collaborazione col sistema parlamentare, il ruolo preminente delle "masse", la mancanza di basi "spirituali" e il concetto biologistico di "razza".

#### Pubblicista politico
All'inizio degli anni '30, Jünger si sforzò di ampliare il suo programma ideologico in termini di filosofia della storia. Pubblicò diverse antologie nazional-rivoluzionarie. Intorno a lui si formò una cerchia di pubblicisti nazionalisti di ali molto diverse, dai nazionalsocialisti a nazionalbolscevichi come Ernst Niekisch. Secondo Heimo Schwilk, furono lo slancio contagioso e il fervente idealismo a rendere i suoi articoli e i suoi appelli così seducenti per i giovani, soprattutto negli anni prosperi della repubblica di Weimar, che persino i suoi avversari politici non poterono negargli il riconoscimento, ad esempio quando Klaus Mann parlò di "una certa purezza sbagliata" per la quale valeva la pena lottare.
Negli ambienti non appartenenti allo spettro nazionalista, il saggio di Jünger "Nationalismus“ und Nationalismus nel Das Tage-Buch appartenente alla sfera liberale di sinistra attirò l'attenzione su di lui nel 1929. Leopold Schwarzschild gli rispose con Heroismus aus Langeweile (Eroismo per noia) e criticò il fatto che il giovane nazionalismo non fosse costruttivo. Nel 1930 apparve il trattato La mobilitazione totale, uno dei tentativi di Jünger di sperimentare un nuovo approccio alla realtà dopo il fallimento politico del nuovo nazionalismo. Walter Benjamin colse l'occasione del volume Krieg und Krieger (Guerra e guerrieri), in cui era apparso questo saggio, per accusare Jünger e i suoi coautori di avere un orizzonte determinato dalla guerra. Secondo Benjamin, non sapevano nulla della pace: "Sotto la maschera prima del volontario nella guerra mondiale, poi del mercenario nel dopoguerra", c'era l'"affidabile guerriero di classe fascista". Klaus Mann ha considerato Jünger come un modello nel contesto dell'idea paneuropea. L'Europa unita era l'unico modo per evitare una nuova guerra. A ciò si contrapponeva "la simpatia dei giovani per il terrore" e Jünger attira "con il suo odio mortale e pateticamente sanguinario contro la civiltà".
Jünger prese le distanze dall'anti-modernismo dei circoli di destra e dal razzismo biologista del movimento völkisch. Egli comunque su L'operaio utilizzò metafore biologiche e darwiniste parlando di "una nuova razza" che sarebbe nata attraverso la "riproduzione" e la "selezione". Tuttavia, Jünger intendeva con ciò "una razza molto omogenea" come caratteristica centrale del futuro Stato nazionalista: la "razza delle trincee", cioè i soldati di prima linea della prima guerra mondiale. Per Jünger, il "sangue" rappresentava un potere opposto all'"intelletto", così che l'"affinità di sangue" ("Blutmäßigkeit") di un atteggiamento o di un movimento non era per lui una questione di ascendenza, ma di fede e di sacrificio.
(Ernst Jünger, Das Blut (Il sangue). In Standarte, 29 aprile 1926.)
Il "sangue" era un concetto centrale dell'antiintellettualismo di destra di Jünger e la "comunità del sangue" era una alternativa, una "controprogettazione", alla "comunità dello spirito" dell'intelletto.
Anche se Jünger non sostenne l'antisemitismo razziale-biologico, nei suoi testi nazionalisti si possono comunque trovare stereotipi antisemiti: gli ebrei sono sempre posti nel campo nemico assieme al liberalismo, al pacifismo e all'internazionalismo. Per Jünger, essi non possono avere alcun ruolo nella Germania, e la "questione ebraica" si sarebbe risolta nel momento in cui la Germania fosse riuscita ad esprimere la propria purezza. Ad esempio, nel suo saggio Nationalismus und Judenfrage (1930) scrive:
(Ernst Jünger, Über Nationalismus und Judenfrage. In: Süddeutsche Monatshefte 27, 1930.)
Queste affermazioni vanno viste nel contesto del suo radicale "antiliberalismo e antidemocratismo" (Harro Segeberg) e erano quindi principalmente dirette contro l'assimilazione degli ebrei tedeschi, che egli liquidò come "ebrei civilizzati"; Jünger, come suo fratello Friedrich Georg e altri rivoluzionari nazionalisti dell'epoca, tendeva a favorire l'ebraismo ortodosso, poi sempre più il sionismo moderno.
Dal gennaio 1930 all'ottobre 1931, Jünger, insieme a Werner Lass, assunse temporaneamente la direzione della rivista Die Kommenden. Überbündische Wochenschrift der deutschen Jugend (Quelli che verranno. Settimanale nazionale sovrafederale per la gioventù tedesca), dove furono pubblicati altri 10 articoli, ma costituiti solo da ristampe e una prestampa.
Nel 1931 Jünger si trasferì a Dortmunder Straße, vicino a Bellevue a Berlino, e nel 1932 a Berlin-Steglitz. Nella primavera del 1932, il padre di Jünger, Georg Jünger, aderì al partito nazionalsocialista. Secondo l'ipotesi di Helmuth Kiesel, Georg Jünger "non seguì - o non solo - le sue convinzioni politiche in questo caso, ma cedette alla pressione esercitata a quel tempo su coloro che la pensavano come lui, che era enorme" Nel novembre 1932, al culmine della crisi politica e sociale della repubblica di Weimar, uscì l'ampio saggio di Jünger, L'operaio, in cui egli sosteneva la necessità di uno Stato gerarchico, autoritario, dittatoriale, forse totalitario. Secondo Kiesel, Jünger credeva di poter porre rimedio alle difficoltà e alle ingiustizie dell'epoca con mezzi tecnocratici, attraverso l'organizzazione e l'uso di macchine.

### Atteggiamento durante il periodo nazionalsocialista

#### Ritiro dalla politica
Il 12 aprile 1933, l'appartamento di Jünger fu perquisito da due poliziotti a causa dei suoi contatti con Erich Mühsam. L'operazione fu interrotta, come ricordò in seguito Jünger, quando si imbatterono in lettere di Hess e Hitler. Jünger distrusse allora i suoi diari dal 1919, le sue poesie, la maggior parte della sua corrispondenza e i suoi appunti sugli eventi politici. Nel novembre 1933 si trasferì con la famiglia a Goslar, dove nel 1934 nacque il suo secondo figlio Alexander, il quale il 22 aprile 1993 si tolse la vita a Berlino dopo essere rimasto semi paralizzato in seguito a un grave ictus.
Sempre nel novembre 1933, Jünger rifiutò l'ammissione all'Accademia tedesca di poesia di Berlino, appena occupata da membri del partito, per la quale era stato designato da Hans Grimm, annullò la sua adesione al Reichssender di Lipsia e nel giugno 1934 vietò la ristampa non autorizzata dei suoi scritti sul Völkischer Beobachter. Jünger dichiarò al presidente della Dichterakademie, Werner Beumelburg, la sua disponibilità "a collaborare positivamente con il nuovo Stato". Per Daniel Morat, questa lettera aveva soprattutto un'importanza tattica. Allo stesso modo, egli considera il testo di Jünger sul Nachrichtenblatt für die Ritter des Ordens "Pour le Merite" (Notiziario per i Cavalieri dell'Ordine Pour le Merite) del settembre 1933, che sosteneva lo Stato nazista, un "servizio a parole".
Secondo Steffen Martus, non ci sono dubbi sulla distanza di Jünger dal regime nazista, nonostante la sua vicinanza al nazionalsocialismo prima del 1933. Ciò non danneggiò la carriera di Jünger. Negli anni '30 era un autore famoso e di successo. Le sue opere furono recensite favorevolmente e furono pubblicate edizioni selezionate dei suoi scritti sulla guerra mondiale. Le sue nuove opere apparvero in diverse edizioni, come ad esempio Sulle scogliere di marmo, in sei edizioni dal 1939 al 1942. Dal 1942, dopo un intervento di Goebbels, non poté più pubblicare ufficialmente per mancanza di carta. Michael Ansel sostiene che la popolarità di Jünger gli permise di prendere provocatoriamente le distanze, come fece con il rifiuto della nomina all'accademia, soprattutto perché non aveva preso pubblicamente posizione contro i nuovi governanti. A differenza di Gottfried Benn, ad esempio, Jünger aveva tratto vantaggio dal suo capitale politico come visionario di una Germania fortemente nazionalista e dall'interpretazione de L'operaio come documento programmatico fascistoide. Tuttavia, poiché Jünger non si lasciò appropriare nel ruolo di rappresentante politico-culturale del nazionalsocialismo, gli oppositori di Jünger all'interno del regime nazista finirono per avere la meglio, ma non lo ostracizzarono ufficialmente, bensì bloccarono le sue pubblicazioni, usando la scusa della scarsità di carta.
Dopo la guerra, Ernst Niekisch affermò che Jünger aveva messo a disposizione il suo appartamento a Goslar per le riunioni cospirative del circolo della resistenza intorno a Niekisch nel 1936 e da ultimo all'inizio di febbraio del 1937. Tuttavia, Jünger in quel periodo, dal 18 ottobre 1936, era partito per un viaggio in Sud America, dal quale non era tornato a Goslar. Dopo il suo ritorno, il 15 dicembre 1936, si trasferì subito dopo a Überlingen, sul lago di Costanza, nella casa che la moglie Gretha aveva nel frattempo affittato. Dopo l'arresto di Niekisch nel marzo 1937, i fratelli Jünger furono interrogati dalla Gestapo e bruciarono la loro corrispondenza con Niekisch. Senza molto successo, cercarono di fornire a Niekisch e alla moglie un possibile sostegno.
Durante il periodo trascorso a Überlingen, Jünger intraprese tre o quattro viaggi rilevanti. Visitò Alfred Kubin a Zwickledt, trascorse sei settimane a Rodi e incontrò Joseph Breitbach a Parigi. Grazie alla mediazione di Breitbach, Jünger incontrò Julien Green, André Gide e Jean Schlumberger. In questo periodo anche Gerhard Nebel e Stefan Andres entrano a far parte della cerchia di conoscenze di Jünger. Dal 1939 Jünger visse a Kirchhorst, vicino ad Hannover. Nello stesso anno viene pubblicato il suo racconto Sulle scogliere di marmo, spesso interpretato come una velata critica alla tirannia di Hitler. Per tutta la vita, tuttavia, Jünger stesso si oppose all'interpretazione di Sulle scogliere di marmo come libro inneggiante alla resistenza contro il nazionalsocialismo. Kiesel legge l'opera come una rispettabile testimonianza di dissociazione, che tuttavia opponeva un "netto rifiuto" all'idea di un attentato. Inoltre, interpreta il trasferimento a Kirchhorst come una strategia intelligente per essere "nel territorio di reclutamento della sua vecchia unità in caso di mobilitazione".

#### Ufficiale di occupazione a Parigi

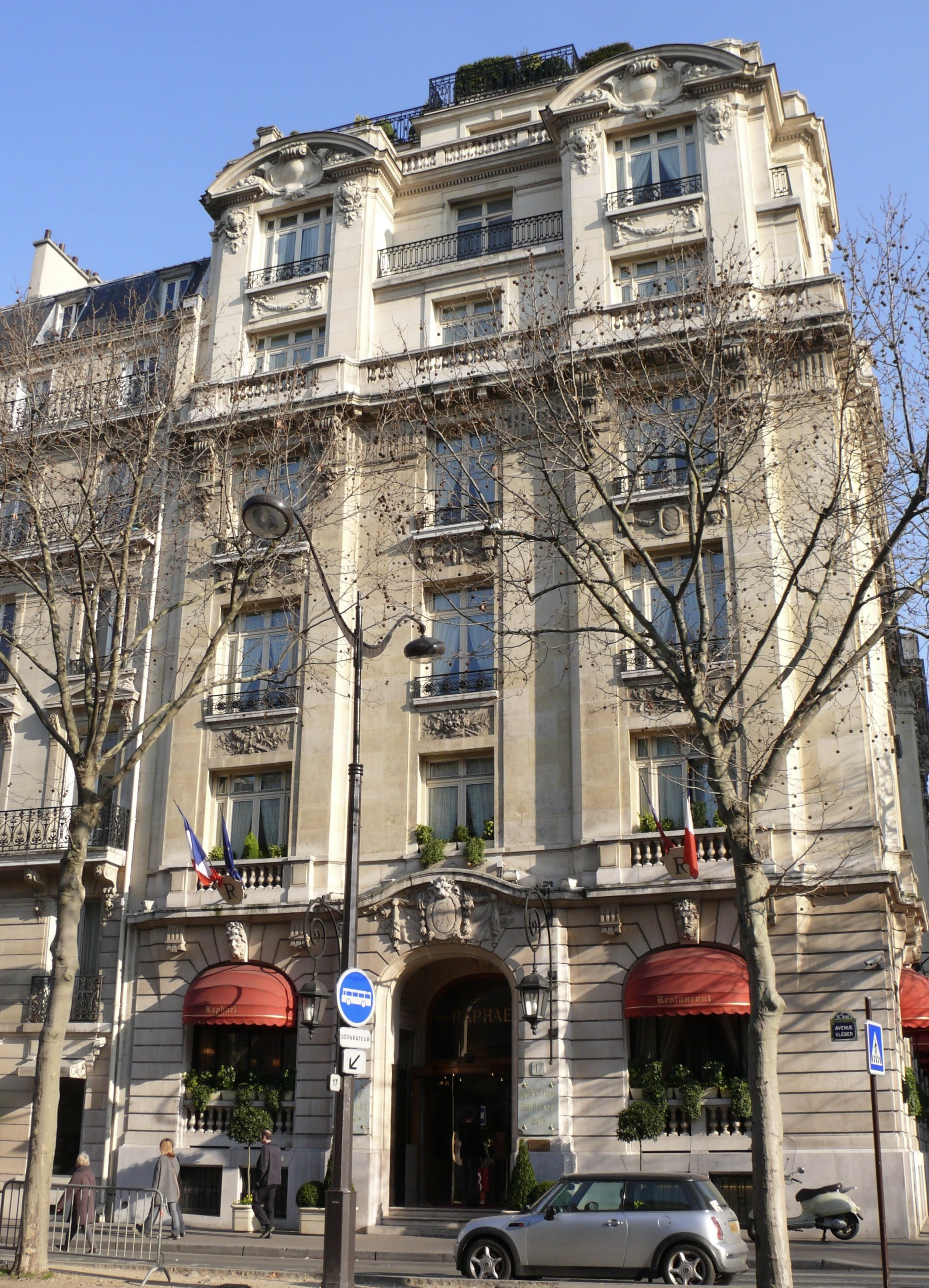
L'Hôtel Raphael di Parigi, dove Jünger visse a partire dal giugno 1941

Poco prima dell'inizio della seconda guerra mondiale, Jünger fu arruolato nella Wehrmacht e promosso Hauptmann nell'agosto 1939. Dal novembre 1939 alla fine di aprile 1940 prestò servizio come comandante di compagnia presso la linea Sigfrido vicino a Greffern e Iffezheim di fronte alla linea Maginot. Durante questo periodo venne insignito della Croce di Ferro di seconda classe per aver salvato un ferito. Nell'estate di quell'anno, Jünger entrò a far parte dello staff del Comandante militare di Francia (MBF) sotto Otto von Stülpnagel, in seguito capo dello Stato Maggiore del Gruppo d'armate B, contro l'opposizione di Wilhelm Keitel, dove le sue responsabilità includevano la censura delle lettere nella Divisione Ic per la ricognizione e la difesa dal nemico. All'epoca, lo Stato Maggiore risiedeva presso l'Hôtel Majestic di Parigi, in Avenue Kléber, a pochi passi dall'Arco di Trionfo. Jünger vi tenne il suo ufficio fino all'estate del 1944 e visse nel vicino hotel di lusso "Raphael". I Pariser Tagebücher offrono uno sguardo tedesco coevo della seconda guerra mondiale e furono inclusi nel libro Strahlungen (Irradiazioni), nel 1949, dopo che il diario della campagna di Francia era già stato pubblicato nel 1942 con il titolo Gärten und Straßen (Giardini e strade).
In seguito a uno studio molto dettagliato di Rainer Gruenter, Helmuth Kiesel afferma che Jünger si comportava spesso come un dandy durante il suo soggiorno a Parigi. Si può certamente riscontrare un'affinità di Jünger con questa tipologia sociale, continua Kiesel, ma ridurlo a questo sarebbe trascurare il fatto che "nel ventre del Leviatano" assorbiva e raccoglieva esperienze nella consapevolezza di essere "circondato da sofferenti". Le descrizioni dettagliate delle sue letture e del suo girovagare per le librerie antiquarie di Parigi, dei suoi tè con le signore e delle sue serate nei salotti della cultura collaborazionista sono state spesso criticate dopo la guerra. Egli si trattava molto bene, con champagne e ostriche. Era nelle immediate vicinanze del potere, come sottolinea Jörg Magenau, ma si comportava come se non ne facesse parte. La sua permanenza a Parigi comprende anche una relazione con la "mezza ebrea" Sophie Ravoux, un episodio il cui significato è difficile da ricostruire, secondo Kiesel, perché alcune parti della corrispondenza sono ancora inaccessibili.
Jünger fu anche coinvolto nelle divergenze tra il partito e la Wehrmacht sulla cosiddetta questione degli ostaggi. Si trattava di stabilire se fosse auspicabile giustiziare gli ostaggi dopo gli attacchi della Resistenza. Secondo Magenau, lungi da qualsiasi morale, la questione riguardava un litigio sul numero di fucilazioni e non una disputa di principio. Il 29 maggio 1941, Jünger assistette all'esecuzione di un disertore tedesco, un soldato denunciato dalle donne francesi che lo avevano protetto, in quanto le aveva picchiate. Daniel Morat ha confrontato questo passaggio delle Irradiazioni con i diari originali di Jünger e ha giudicato che nella pubblicazione egli ha ampiamente omesso la propria funzione di ufficiale incaricato di questa fucilazione, definendo sé stesso come un osservatore spinto unicamente da una "curiosità superiore". Il biografo di Jünger, Kiesel, ha difeso Jünger dalle accuse di estetismo e amoralità, perché Jünger aveva sofferto in particolare per le esecuzioni degli ostaggi come rappresaglia per attentati della resistenza francese contro i tedeschi, secondo il cosiddetto "ordine di espiazione" dell'Oberkommando der Wehrmacht.. Il patrimonio letterario personale di Jünger contiene lettere di addio tradotte di ostaggi condannati a morte in occasione delle rappresaglie di Nantes, avvenute dopo la morte di Karl Hotz nell'ottobre 1941 (48 ostaggi tra cui i partigiani Guy Môquet, Charles Michels e Jean-Pierre Timbaud).
Durante il suo soggiorno a Parigi, aveva incontrato diversi scrittori francesi come Jean Cocteau, Henry de Montherlant, Jean Paulhan e Louis-Ferdinand Céline, che lo incuriosivano. 
 Laddove Jünger usa il nome vero di Céline, gli aspetti più negativi vengono attenuati, mentre utilizza il nome Merline, per illustrare appieno la propria avversione per l'antisemitismo di Céline: nel 1994, in una lettera a Helmut Krausser, pubblicata dallo Spiegel, Jünger confermò direttamente che il personaggio sgradevole "Merline" di Irradiazioni, il suo diario parigino del periodo bellico, era ricalcato sullo stesso Céline, ma ne cambiò il nome per non offenderlo.
Per esempio, nel pomeriggio del 7 dicembre 1941, presso l'Istituto tedesco, incontrò Céline, che lo stupì con discorsi selvaggiamente antisemiti. Jünger espresse il suo disgusto per "gente del genere" nel suo diario.
Inoltre, rivela che nella traduzione in francese del 1951, la redattrice e scrittrice Banine, che detestava Céline, volle utilizzare il nome vero al posto dello pseudonimo, con la conseguenza di una causa di diffamazione contro Jünger. Per trarre d'impaccio Banine, che era anche una sua amica, Jünger disse, quando fu interrogato, che si era trattato di un semplice refuso.
Per comprendere l'avversione di Jünger nei confronti degli antisemiti è significativo ciò che Jünger scrive il 7 giugno del 1942, e che verrà pubblicato successivamente sempre in Irradiazioni: 
Un'altra testimonianza, seppur indiretta, è quella del medico francese ebreo Germain Sée, il quale riferì che, mentre indossava la stella gialla, ricevette un saluto militare da un ufficiale tedesco in Avenue Kléber nel giugno 1942. Jünger lo confermò dopo la guerra e scrisse a Sée di aver "sempre salutato la stella". Tuttavia, secondo il critico letterario e scrittore tedesco Helmut Böttiger, Jünger sarebbe stato così sprezzante nei confronti degli aspetti più turpi dei nazisti solo come un mezzo per la propria autoesaltazione ("Selbstüberhöhung"), poiché nel suo diario non si troverebbe una sola parola sulla reale situazione a Parigi e sulla brutale persecuzione degli ebrei e degli oppositori politici.
Nel 1942 iniziò la stesura del trattato Der Friede (La pace), che voleva essere un appello alla gioventù europea e conteneva richieste di espiazione dei crimini e di superamento dello Stato nazionale. All'epoca, Jünger era membro dello staff del comandante militare in Francia, il generale di fanteria e poi combattente della resistenza Carl-Heinrich von Stülpnagel (cugino del comandante di occupazione Otto von Stülpnagel). Stülpnagel inviò Jünger nel Caucaso il 21 novembre 1942. Lì Jünger continuò la sua opera diaristica con il titolo Kaukasische Aufzeichnungen (Note caucasiche), che fu anche incluso nelle Irradiazioni. Nel Caucaso fu testimone di azioni omicide commesse dagli Einsatzgruppen. Jünger scrisse: "Un disgusto mi coglie da allora per le uniformi, le spalline, le medaglie, il vino, le armi, il cui splendore ho tanto amato"; tuttavia, secondo Morat, egli applicò una generalizzazione storico-filosofica ai crimini, e i suoi schemi interpretativi gli permisero di far passare lo sguardo disgustato come una visione superiore del contesto storico-filosofico. Il Caucaso divenne così il disastro del programma percettivo che aveva sviluppato, tra l'altro, ne L'operaio. Rientrò a Parigi il 9 gennaio 1943.

#### Contatti con la resistenza della Wehrmacht
Secondo Daniel Morat, Jünger aveva contatti diretti con gli ambienti della resistenza all'interno della Wehrmacht a Parigi ed era anche parzialmente coinvolto nelle loro considerazioni tattiche. Dopo il fallimento dell'operazione Valchiria, in cui Claus Schenk von Stauffenberg aveva tentato di uccidere Hitler ponendo una bomba alla Tana del Lupo, Jünger annotò nel suo Zweiten Pariser Tagebuch (Secondo diario parigino), senza alcun commento, un'affermazione fatta in una conversazione con lui da Max Hattingen, un capitano dello Stato Maggiore di Parigi, che riassunse gli eventi con le parole: "Aveva il serpente gigante nel sacco e l'ha fatto uscire di nuovo". Hattingen si riferiva al fatto che Carl-Heinrich von Stülpnagel era riuscito prima a far arrestare a Parigi i più importanti funzionari e capi delle SS, dell'SD e della Gestapo, per poi rimetterli in libertà dopo che il fallimento dell'attentato era certo. Anche il nome di Jünger sarebbe stato nell'elenco di quelli da processare e condannare a morte ma lo stesso Hitler avrebbe detto ai gerarchi "Jünger non si tocca", depennando il nome dalla lista.

#### Ritorno a casa e destino del figlio
Dopo l'operazione Overlord e la liberazione di Parigi da parte degli Alleati, Jünger lasciò la capitale francese con le truppe tedesche in ritirata e tornò in Germania, dove fu congedato dalla Wehrmacht come capitano nel settembre 1944 all'età di 49 anni a causa dei suoi contatti con la resistenza in quanto "indegno del servizio militare". Si ritirò a Kirchhorst, in Bassa Sassonia, dove verso la fine della guerra, in qualità di comandante del Volkssturm, ordinò di non opporre resistenza all'avanzata delle truppe alleate.
Il figlio di Jünger, Ernst, detto Ernstel, fu arrestato nel 1944 all'età di 17 anni insieme al suo migliore amico Wolf Jobst Siedler nel collegio Hermann Lietz-Schule Spiekeroog, dove andavano a scuola. Gli alunni erano anche ausiliari della marina. Un compagno di scuola li aveva denunciati a un ufficio superiore, riferendo che durante il loro servizio per la Marina avevano fatto "continuamente commenti critici nei confronti del regime e disfattisti". Ernstel aveva persino detto, tra le altre cose, che "Hitler deve essere 'impiccato'". Si trattava di reati gravi nell'era nazionalsocialista e c'era il rischio di un procedimento penale davanti al Tribunale del Popolo, dove tali affermazioni erano solitamente punite con la pena di morte. Grazie all'intercessione di Jünger presso i superiori militari dei due ragazzi, si svolse una corte marziale in cui entrambi furono condannati al carcere e rilasciati con la condizionale sei mesi dopo. Ernst si arruolò volontario nei Panzergrenadier delle Waffen-SS per evitare l'arresto da parte della Gestapo. Il 29 novembre 1944 fu ucciso in Italia, vicino a Carrara. Ernst Jünger e sua moglie nutrirono a lungo seri dubbi sul fatto che il figlio, in realtà, non fosse stato "eliminato" di proposito.

### Periodo del dopoguerra

#### Divieto di pubblicazione

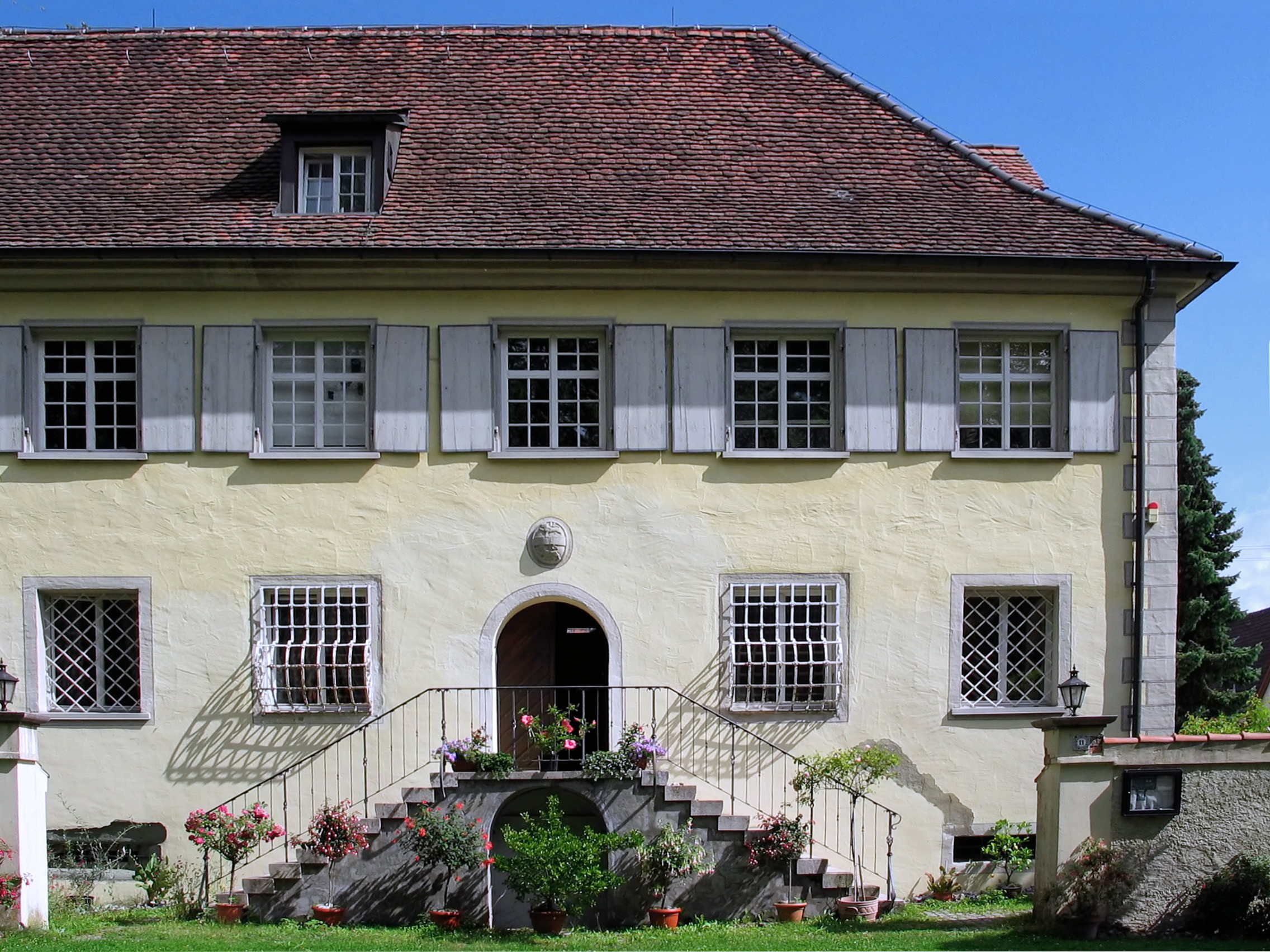
La casa di Jünger a Wilflingen

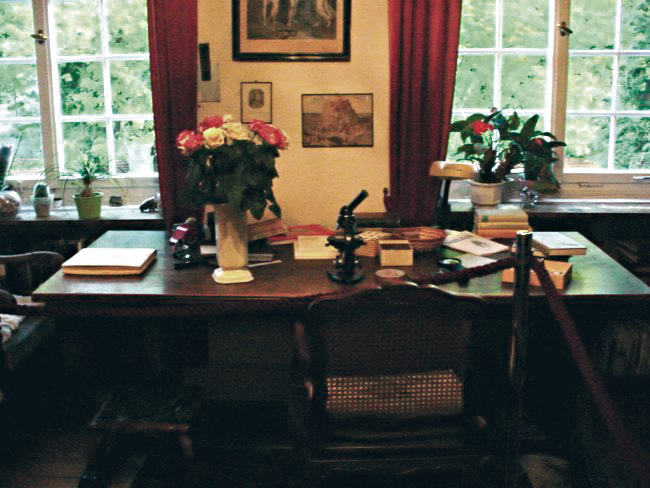
La scrivania di Ernst Jünger a Wilflingen

Dopo la guerra, Jünger si rifiutò di compilare il modulo degli Alleati per la cosiddetta denazificazione e gli fu quindi vietato di pubblicare nella zona di occupazione britannica fino al 1949, quando nacque la Germania Ovest.. Suo fratello Friedrich Georg Jünger commentò: "Ernst accettò il fatto di essere considerato "incriminato" e che gli fosse impedito di pubblicare in quanto "pioniere" del nazionalsocialismo, e volle persuadere anche sé stesso di considerare la cosa come una "distinzione". Secondo il fratello, egli attendeva con impazienza la pubblicazione di La pace in Germania, la cui edizione a stampa circolò ad Amsterdam a partire dal 1946. Dopo una festa di compleanno per il fratello a Überlingen, si recò a Friburgo con Vittorio Klostermann, dove incontrò per la prima volta Martin Heidegger. Secondo Daniel Morat, questo incontro sembra essere stato così duraturo che Jünger si trasferì a Ravensburg, nella zona di occupazione francese, nel dicembre 1948. Nell'estate del 1950 si trasferì a Wilflingen su invito personale di Friedrich von Stauffenberg. Lì Jünger abitò dapprima nel castello e, dalla primavera del 1951 fino alla sua morte, nella casa del guardaboschi, costruita nel 1727 da Johann Franz Schenk Freiherr von Stauffenberg, principe-vescovo di Costanza e Augusta, appartenente in precedenza all'ex capo guardaboschi degli Schenken von Stauffenberg.
Jünger conobbe il giornalista Armin Mohler quando questi pubblicò un articolo di elogio sulla Weltwoche nel 1946. Da ciò nacque un contatto personale che portò Jünger a proporgli di diventare segretario, incarico che Mohler mentenne dal 1949 al 1953. Nel 1949 Jünger incontrò Albert Hofmann, che per primo sintetizzò l'LSD, e insieme sperimentarono la psichedelia, esperienza da cui scaturì un lungo carteggio tra i due e in seguito una novella direttamente ispirata alle sue esperienze con l'LSD (Visita a Godenholm). 

#### Ultime opere
Dopo l'abolizione del divieto di pubblicazione nel 1949, Irradiazioni fu pubblicato e divenne il bestseller dell'anno in Germania. In poche settimane furono vendute 20.000 copie del diario. La seconda opera pubblicata nell'autunno del 1949 fu il romanzo Heliopolis, a cui Jünger aveva lavorato dal gennaio 1947 al marzo 1949. Kiesel lodò Heliopolis, e lo definì un "romanzo inattuale" ("unzeitgemäßigen Roman"), in senso nietzschiano, e "magnifico". Secondo Reinhard Mehrling, Kiesel non apprezzò, come ad esempio Peter Koslowski, l'opera tarda di Jünger come una grande filosofia della storia rispetto ai suoi primi lavori.
Nel 1951 Jünger scrisse il saggio Trattato del Ribelle, una sorta di inno alla resistenza contro il totalitarismo e il conformismo. Secondo un libro di lettura russo per studenti tedeschi, la continuazione e la conclusione di questo tema si trovano nel romanzo Eumeswil, pubblicato nel 1977. Secondo Bernd A. Laska, in esso Jünger sviluppa la figura del Waldgänger in quella dell'anarca, facendo riferimento soprattutto a Max Stirner e al suo libro L'Unico e la sua proprietà, pubblicato nel 1844. Dal 1959 al 1971, Jünger è stato direttore, insieme a Mircea Eliade, della rivista culturale Antaios, pubblicata da Ernst Klett Verlag.

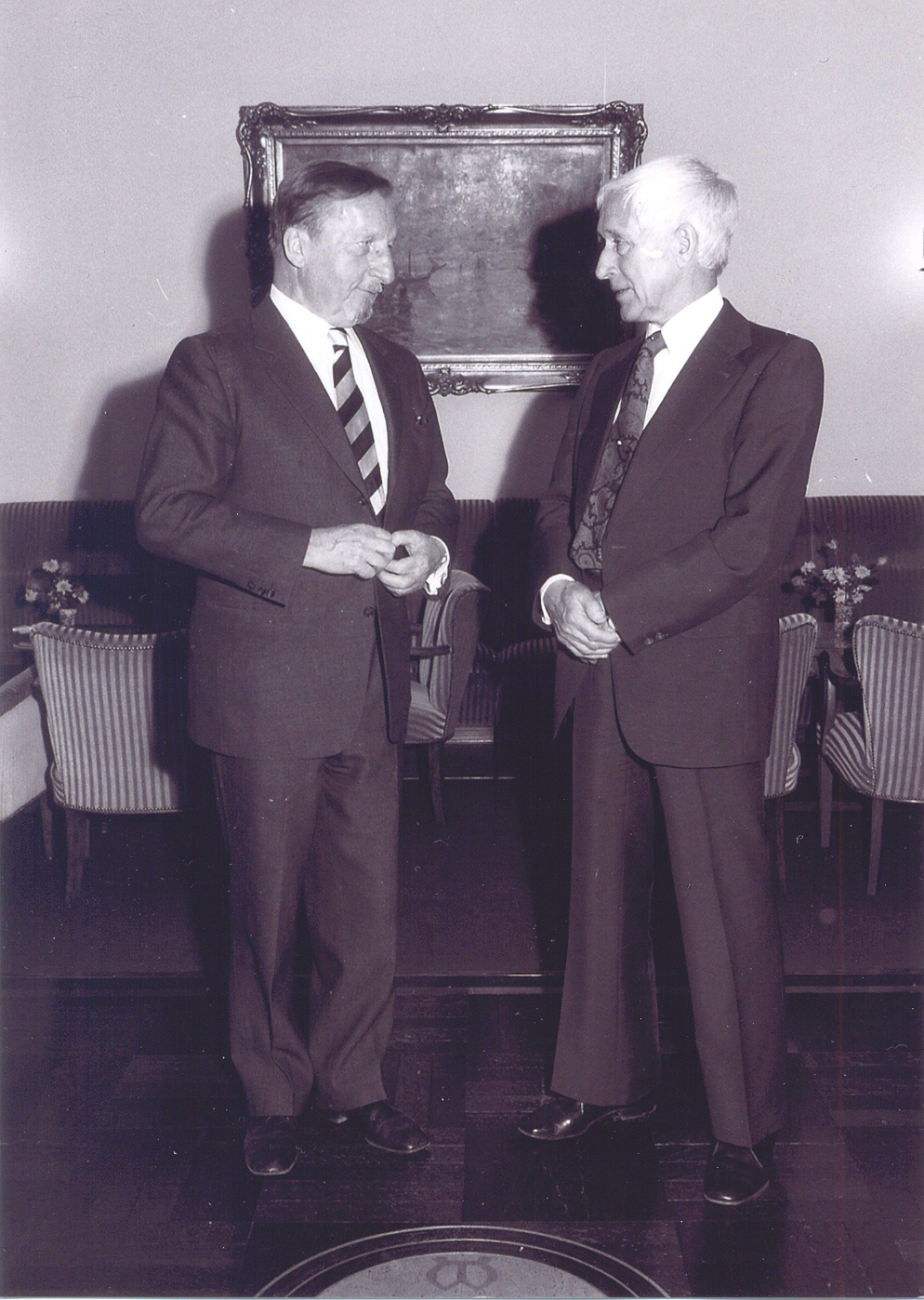
Ernst Jünger nel 1984 con l'editore Ernst Klett

Dopo la morte della prima moglie Gretha (1960), Jünger sposò Liselotte Lohrer (1917–2010), dottoranda in germanistica, che, tra l'altro, istituì e gestì l'Archivio Cotta nella Deutsches Literaturarchiv Marbach. Nei suoi scritti, Jünger è solito riferirsi a lei con il nomignolo di "piccolo toro". Si occupò anche dell'edizione delle opere del marito presso Klett-Cotta. Il fratello di Jünger, Friedrich Georg, morì il 20 luglio 1977.

#### Cerimonia di consegna del Premio Goethe
Il 17 maggio 1982, il consiglio di amministrazione del Premio Goethe di Francoforte decise di premiare Ernst Jünger. A proporlo è stato il fiduciario Rudolf Hirsch, uno scrittore ebreo emigrato dalla Germania nel 1933.
Il deputato della CDU Horst Geipel è stato uno dei primi a criticare la decisione sul FAZ. Egli sostenne che Jünger non aveva diritto a tale onorificenza perché il suo libro sulle droghe aveva dato la parola a "eroinomani" ("Fixern") e "spinellatori" ("Haschern"). Anche l'opposizione nel parlamento della città di Francoforte, composta dall'SPD e dai Verdi, protestarono contro questa decisione. I Verdi dichiararono: "Per noi è relativamente indifferente se Ernst Jünger sia uno scrittore buono o cattivo. È stato indiscutibilmente un precursore ideologico del fascismo e un portatore del nazionalsocialismo dalla testa ai piedi. Un glorificatore della guerra e un nemico dichiarato della democrazia. Era ed è una persona assolutamente immorale". Anche la SPD si oppose al premio e dichiarò che Jünger era "virtualmente prefascista" e non si adattava alla "tradizione umanistica" del Premio Goethe.
Per la cerimonia di premiazione del 28 agosto 1982 nella Paulskirche di Francoforte, il luogo simbolo della democrazia tedesca, ci fu un massiccio dispiegamento della polizia. Nella Paulskirche stessa, quasi tutti gli esponenti politici di punta erano assenti. Jünger dovette attraversare una fila di oppositori in protesta. Su striscioni e volantini, gli vennero rivolte frasi tratte dalle prime opere di Jünger, come "Odio la democrazia come la peste". Nel suo discorso alla cerimonia di premiazione, Jünger espresse la sua incomprensione per le critiche.

#### Gli ultimi anni e la morte
Ernst Jünger viaggiò e scrisse fino a poco prima della sua morte. Alcuni dei suoi viaggi tra il 1929 e il 1964 sono stati registrati negli undici diari di viaggio di Jünger. Il racconto giallo Un incontro pericoloso fu pubblicato nel 1985. Nel 1986 si recò a Kuala Lumpur per vedere la cometa di Halley per la seconda volta nella sua vita. Ne riferisce nel diario Due volte la cometa, che fa anche parte della sua opera magna diaristica Siebzig verweht. Come indica il titolo dell'opera, Jünger iniziò questo diario della vecchiaia dopo il suo 70º compleanno (1965) e lo continuò fino alla primavera del 1996.

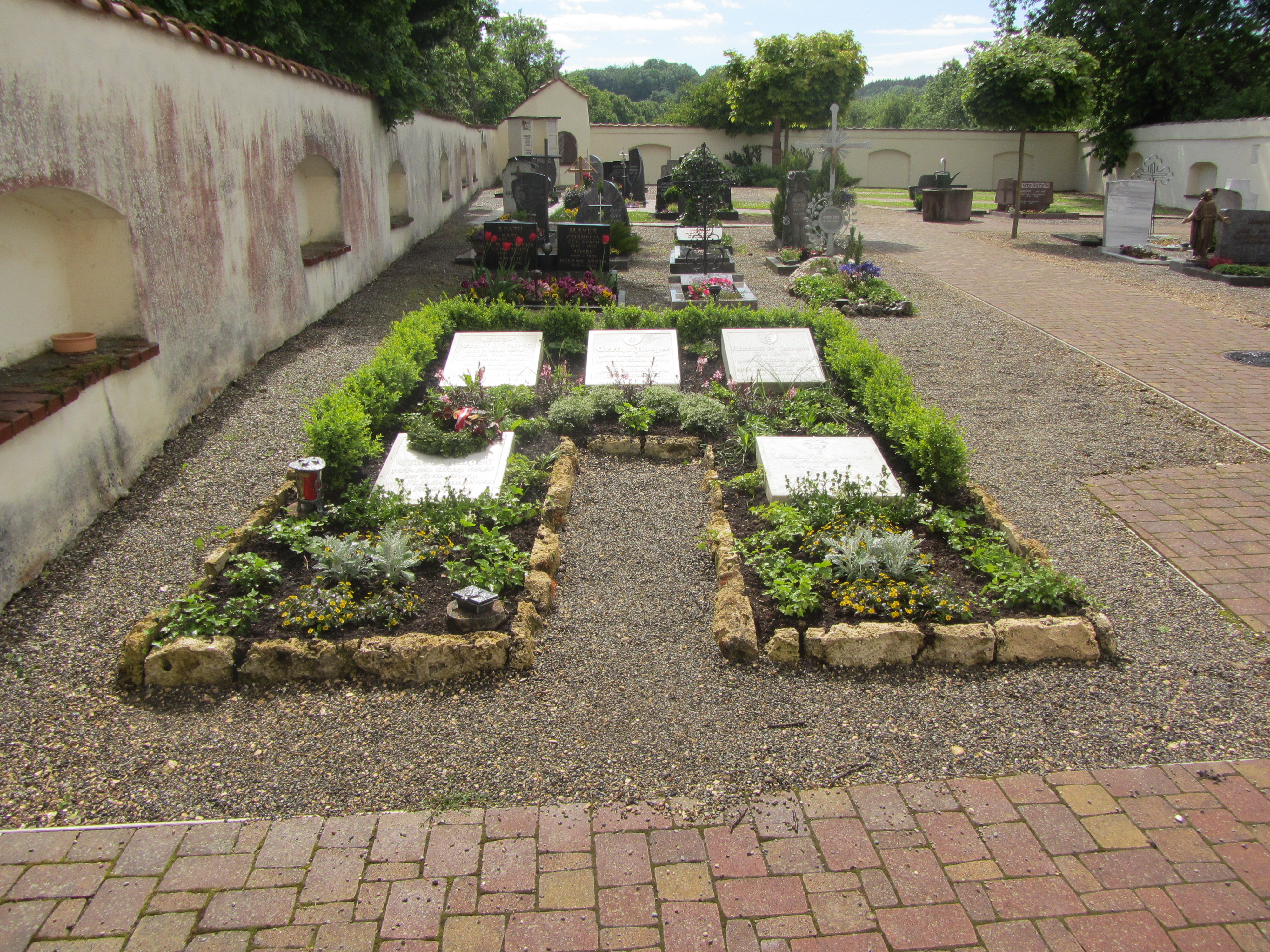
La tomba di Jünger a Wilflingen

Il 20 luglio 1993, l'allora presidente francese François Mitterrand e l'allora cancelliere tedesco Helmut Kohl visitarono Jünger nella casa forestale di Stauffenberg a Wilflingen. Il 26 settembre 1996, Jünger si convertì alla fede cattolica romana. La sua conversione divenne nota solo dopo la sua morte, avvenuta all'ospedale di Riedlingen nel 1998, all'età di 102 anni. Ai funerali di Jünger parteciparono 2.000 persone, tra cui Erwin Teufel, primo ministro del Baden-Württemberg, un rappresentante del governo tedesco a Bonn e cinque generali della Bundeswehr.
In memoria di Ernst Jünger, lo scultore di Aquisgrana Wolf Ritz realizzò un busto che inizialmente fu collocato a Wilflingen, ma che da allora è stato acquisito dal Deutschen Literaturarchiv Marbach.

### Ordini e onorificenze

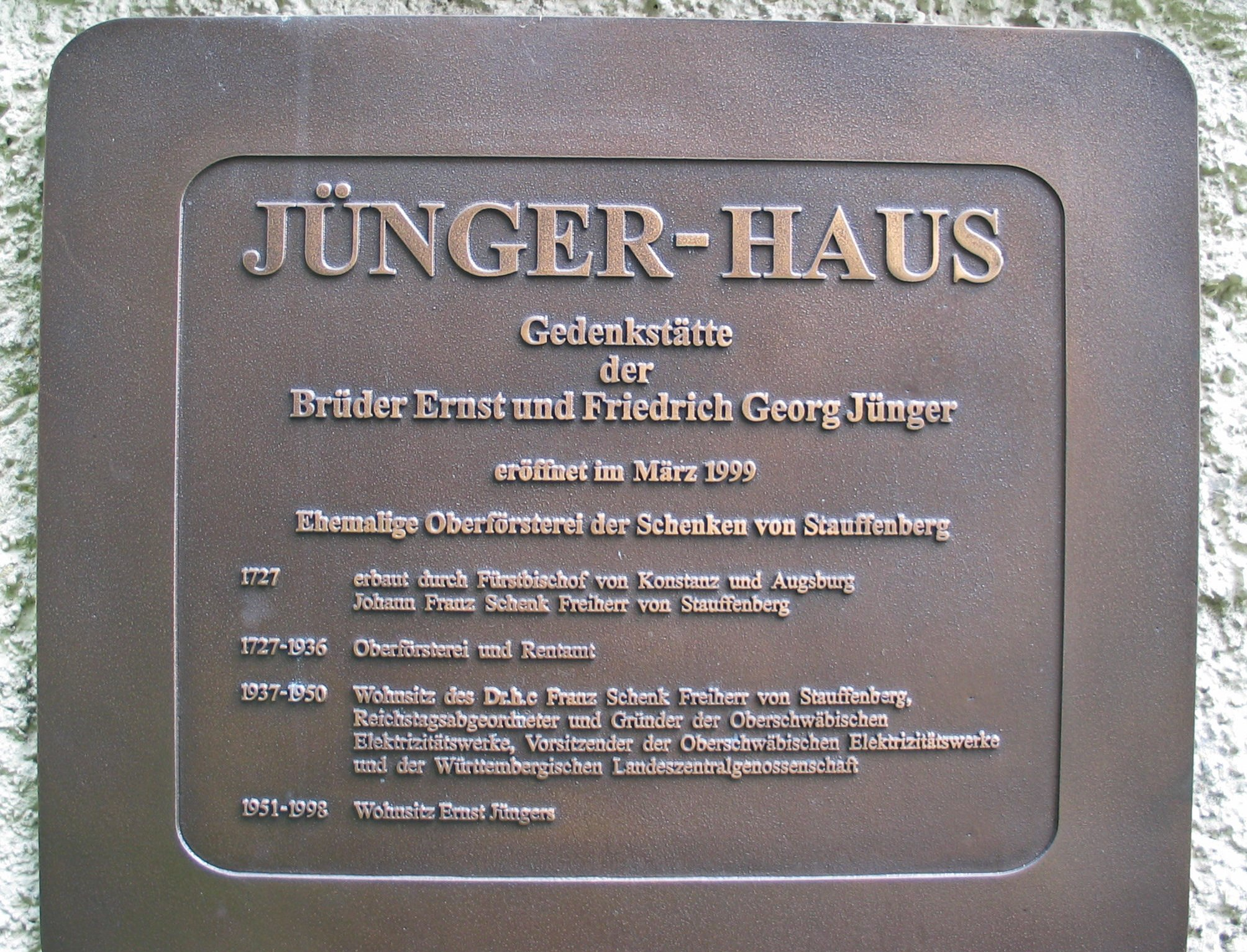
Targa commemorativa a Wilflingen

- 1916 Croce di ferro (1914), II e I classe
- 1917 Ordine di Hohenzollern, croce di cavaliere con spade
- 1918 Distintivo per feriti (1918) in oro
- 1918 Pour le Mérite (classe militare)
- 1939 Croce di Ferro di II classe
- 1956 Premio letterario della città di Brema (per Terra sarda); premio culturale della città di Goslar
- 1959 Gran Croce Federale dell'Ordine al Merito della Repubblica Federale di Germania
- 1960 Cittadino onorario del comune di Wilflingen
- 1960 Premio onorario del Kulturkreis der deutschen Wirtschaft im BDI e. V.[136]
- 1965 Cittadino onorario della città di Rehburg; Premio Immermann della città di Düsseldorf
- 1970 Medaglia d'oro Freiherr vom Stein della Fondazione Alfred Toepfer FVS
- 1973 Premio letterario dell'Accademia di Amriswil (organizzatore: Dino Larese; Laudationes: Alfred Andersch, François Bondy, Friedrich Georg Jünger)
- 1974 Premio Schiller dello Stato del Baden-Württemberg
- 1977 Aigle d'Or della città di Nizza; Gran Croce Federale al Merito con stella
- 1979 Médaille de la Paix della città di Verdun
- 1980 Medaglia al merito dello Stato del Baden-Württemberg
- 1981 Prix Europa-Littérature della Fondation Internationale pour le Rayonnement des Arts et des Lettres; Premio mondiale Cino del Duca (Parigi); Medaglia d'oro della Società Humboldt
- 1982 Premio Goethe della città di Francoforte
- 1983 Cittadino onorario della città di Montpellier; Premio Circeo dell'Associazione Amicizia Italo-Germanica (Associazione per l'Amicizia italo-tedesca)
- 1985 Gran Croce al Merito con Stella e Nastro
- 1986 Premio Mediterraneo; Ordine Massimiliano per la Scienza e l'Arte
- 1987 Premio di Tevere (assegnato da Francesco Cossiga a Roma)
- 1989 Dottorato honoris causa dell'Università dei Paesi Baschi a Bilbao
- 1990 Premio d'arte dell'Alta Svevia
- 1991 Cavaliere dell'Ordine di Alessandro Magno (premiato da Roger Peyrefitte a Parigi)
- 1993 Gran Premio della Giuria alla Biennale di Venezia
- 1993 Premio Robert Schuman (Fondazione Alfred Toepfer)
- 1995 Dottorato honoris causa dalla Facoltà di Filosofia dell'Università Complutense di Madrid
- 1995 membro onorario della DGaaE (Deutsche Gesellschaft für allgemeine und angewandte Entomologie)

In occasione del 90º compleanno di Ernst Jünger, nel 1985, lo Stato del Baden-Württemberg ha istituito, con il consenso dello scrittore, il Premio Ernst Jünger per l'Entomologia. Dal 1986, questo premio viene assegnato ogni tre anni a scienziati che si sono distinti per un lavoro eccezionale nel campo dell'entomologia. Ernst Jünger è stato l'ultima persona vivente a ricevere la Pour le Mérite nella classe militare e quindi anche l'ultimo destinatario di una decorazione onoraria ai sensi del §11 della legge sui titoli, gli ordini e le decorazioni del 1957.

## Ricezione
Diversi autori, come il biografo di Jünger Helmuth Kiesel o il politologo Sven-Olaf Berggötz, descrivono Ernst Jünger come lo "scrittore tedesco più controverso del XX secolo". I contemporanei lo accusavano già durante l'epoca nazionalsocialista di essere stato un precursore intellettuale del nazionalsocialismo. Ciò è continuato nel dopoguerra fino a quando, dalla fine degli anni Settanta, grazie al lavoro di Karl Heinz Bohrer, i suoi scritti sono stati considerati anche per la loro qualità estetica.

### Rapporto con il nazionalsocialismo
Secondo Armin Kerker, Ernst Jünger era considerato da molti suoi contemporanei degli anni '20 e '30 un "radicalizzato", o uno scrittore nazionalsocialista o comunque uno scrittore "in sintonia con il nazionalsocialismo". Nel 1932, ad esempio, Ernst Günther Gründel lo annoverava tra gli "ortodossi della NSDAP" e lo considerava, insieme a Niekisch, Franz Schauwecker, Albrecht Erich Günther e Gregor Strasser, un "nazionalcomunista". Dopo la guerra, nel 1958, Ernst Niekisch lo accusò di aver deviato verso l'"interiorità" quando si trattava di appartenere al "fronte bolscevico o fascista". Arnolt Bronnen, secondo Kerker, che era dalla parte dei fascisti in questa questione, e si opponeva all'opposizione del circolo di Jünger al regime, affermò che il "catechismo" di questo circolo conteneva già "in una forma tratta da Nietzsche e George, l'intera ideologia del nazionalsocialismo da Hitler a Goebbels e Rosenberg". Dopo la guerra, Bronnen ammise che la sua ammirazione per Jünger era stata la ragione per cui si era avvicinato al movimento nazionalsocialista.
In un dibattito del dopoguerra negli studi tedeschi su L'operaio di Jünger, si disse che il libro aveva "una forte affinità con il fascismo e il nazionalsocialismo". Gli slogan erano costituiti da espressioni come "concetto fascista di modernità" (Uwe-K. Ketelsen), o "costituzione del nazionalsocialismo" (Fritz J. Raddatz). Il biografo di Jünger, Helmuth Kiesel, non ha negato il concetto totalitario presente nell'Operaio, da cui i nazionalsocialisti poterono attingere idee e riflessioni. Lo stesso Jünger ammise, nelle sue osservazioni retrospettive su Hitler, che questi, "presumibilmente per interposta persona", riprese alcune formulazioni" de L'operaio e della Mobilitazione totale nello "scrigno dei suoi slogan". Allo stesso tempo, però, Jünger fece anche notare che una recensione ostile era apparsa sul giornale nazionalsocialista Völkischer Beobachter. Per Kiesel, questa recensione di Thilo von Trotha sul Völkischer Beobachter del 22 ottobre 1932, rappresentava un "brusco rifiuto" dovuto a "differenze ideologiche". Non adottò l'opinione espressa anni prima da Rolf-R. Henrich, secondo cui L'operaio era un libro scandaloso per i nazionalsocialisti solo perché Jünger vi aveva negato "la questione fondamentale di tutta l'esistenza [...], il problema del sangue e del suolo". Ernst Jünger, minacciava von Trotha in questa recensione, si stava quindi avvicinando con la sua opera letteraria alla "zona degli spari alla nuca". A proposito di questo episodio, Kiesel affermò, come ulteriore differenza ideologica rispetto a von Trotha, che Jünger non aveva un concetto biologico di razza.
Già durante la dittatura nazionalsocialista, Golo Mann nel 1934, Siegfried Marck e Hermann Rauschning nel 1938 e Karl Löwith nel 1941, considerarono Jünger un precursore della catastrofe tedesca. Nel Volksbrockhaus del 1941 si legge: "Jünger, Ernst, scrittore politico e poeta, nato nel 1895, nelle sue opere, in particolare nei suoi libri di guerra ('Nelle tempeste d'acciaio'), oppose l'idea nazionalista ed eroica allo spirito borghese".
L'accoglienza di Jünger dopo la seconda guerra mondiale venne contraddistinta dal fatto che per molti era considerato un precursore intellettuale del nazifascismo e quindi disconosciuto. Dopo la guerra, molti dei libri di Jünger furono banditi dall'"Agenzia federale per la protezione dei bambini e dei giovani nei media", mettendo a rischio la sua carriera di scrittore. Non potendo scrivere in prima persona, la sua strategia per aggirare la censura alleata fu quella di ricorrere a forme indirette di autodifesa, anche per difendersi dall'opinione della maggioranza del mondo letterario che lo riteneva un "precursore del fascismo". A tal fine, inizialmente utilizzò i mezzi della corrispondenza per organizzare un "contro-pubblico clandestino" per proprio conto, in una "forma non pubblica di networking". A ciò si aggiungevano viaggi mirati e una "strategia di elusione tecnico-pubblicitaria" nei Paesi stranieri, che realizzava con l'aiuto dei suoi resoconti di viaggio. Secondo Jan Robert Weber, questi viaggi e le edizioni di diari di viaggio del dopoguerra divennero una parte importante della strategia di gestione della crisi di Jünger negli anni dal 1945 al 1949.
I dibattiti sull'importanza di Jünger furono condotti pubblicamente, per esempio in un programma radiofonico "Am Runden Tisch" (Alla tavola rotonda) della Nordwestdeutscher Rundfunk nel settembre 1946, in cui i partecipanti alla discussione Axel Eggebrecht, Walther von Hollander, Herbert Blank e Peter von Zahn mostrarono di essere d'accordo su due punti: che Jünger non era fondamentalmente un oppositore della guerra, anzi, che l'aveva invece affermata e promossa, e che lo scrittore non doveva essere bandito. Per il resto, le valutazioni erano molto diverse. Eggebrecht sostenne che Jünger fosse un precursore del nazionalsocialismo, e fino a un certo punto poteva anche esserne consapevole, per un "piacere estetico nelle forze violente della distruzione". Vedeva nello scrittore un "prenazista inconsapevole", non si poteva parlare di "trasformazione interiore". Hollander, Blank e Zahn, invece, non consideravano Jünger un sostenitore della politica nazionalsocialista; Hollander e Blank lo definirono addirittura un "oppositore del nazionalsocialismo". Questa trasmissione non fu l'unica. Nel 1948, ad esempio, il programma notturno della WDR parlò degli scritti pacifisti di Jünger, con contributi di Frank Thiess, Manfred Michler e Gottfried Stein. Per Stein, Jünger "si è sempre opposto all'hitlerismo con parole e comportamenti", e Jünger era l'unico autore di libri di guerra che voleva "scandagliare e servire" il senso della guerra. Anche per Michler Jünger era un oppositore di Hitler. Dopo il fallito attentato a Hitler, Jünger, secondo Michler, "sfuggì miracolosamente all'arresto, ma fu esonerato dal servizio militare". Tuttavia, secondo Thiess, Jünger aveva "impregnato la guerra di un senso ben preciso". In un altro dibattito, Heinz-Joachim Heydorn assunse una "posizione di mediazione": anche lui vedeva in Jünger un precursore del nazionalsocialismo - sebbene essenzialmente inconsapevole - e anche lui non credeva nella sua svolta interiore, in quanto rifiutava il suo trattato La pace, ma si aspettava comunque da Jünger "un lavoro importante per il futuro”.
In uno studio sull'autobiografia nelle ex tre zone occidentali, Helmut Peitsch ha rilevato che nel 1946 quasi tutte le riviste politico-culturali pubblicarono articoli sul caso Jünger. Peitsch distingueva grossolanamente due tendenze: da un lato, riviste come "Esilio liberale e combattenti della resistenza comunista", che criticavano Jünger come precursore del fascismo, e dall'altro, tutte le altre riviste che contenevano una "speranza" rivolta a Jünger, che Peitsch non approfondisce. Alle accuse di essere complice dei crimini del "Terzo Reich", Jünger rispose nella sua pubblicazione "Irradiazioni" del 1949 con l'affermazione: "Dopo il terremoto, si accusano i sismografi. Tuttavia, non si può lasciare che i barometri paghino per i tifoni, se non si vuole essere annoverati tra i primitivi".
Anche nella zona di occupazione sovietica ci fu un dibattito sulla rilevanza di Jünger, e qui le voci benevole erano la minoranza. Nel maggio 1946, ad esempio, dopo le accuse polemiche di Wolfgang Harich, Karl Korn si impegnò con veemenza a favore di Jünger "con vivaci scuse" durante una discussione pubblica (moderata da Niekisch). Jünger poteva essere visto come una "figura di transizione" esemplare, i cui "appelli autentici" per la "salvezza perduta" potevano essere riconosciuti con un auto-rinnovamento morale della Germania al di là delle linee di confine Est/Ovest. Per Marcus M. Payk, l'apologia di Korn era una "eminente cassa di risonanza intellettuale" che seguiva le autodichiarazioni dei circoli intellettuali di destra del dopoguerra, le quali difficilmente potevano ammettere un coinvolgimento nel discredito della democrazia di Weimar. Secondo Payk, Korn appoggiò prontamente le dottrine di giustificazione di Jünger perché si identificava con esse.
Secondo Martin Konitzer, nella sua biografia di Jünger, i problemi morali - e non estetici - dei diari di guerra di Jünger sono stati descritti nel modo più appropriato da Hannah Arendt nel resoconto scritto per incarico della "Commission on European Jewish Cultural Reconstruction" (Commissione sulla ricostruzione culturale ebraica europea):
()
Nel 1974 Karl Prümm si è chiesto quale significato potesse avere Jünger nel primo dopoguerra per un pubblico di lettori che non si esprimeva sulla stampa, e per questo ha citato Hans-Peter Schwarz, che lo ha riassunto nelle seguenti parole chiave: "La volontà di ordine politico-metafisico dei conservatori e il bisogno di tranquillità dei colti". Un'altra parola chiave, secondo Prümm, è stata formulata da Wilhelm Grenzmann come "superamento del nichilismo". Soprattutto, secondo Grenzmann, Jünger poteva essere considerato "un araldo anche dei nostri errori, anzi, della nostra rovina". A questo proposito, Prümm ha commentato:
()
Secondo Helmut Peitsch, Jünger incarnava ciò che era programmato come funzione letteraria: "il tedesco passava dalla catastrofe alla catarsi". La sua "autorappresentazione" corrispondeva "in modo ottimale" a queste condizioni di effetto insite nelle relazioni letterarie.
Per Hans-Peter Schwarz, Jünger, dall'inizio della sua attività giornalistica nel 1925 fino agli anni '30, "non solo profetizzò la dittatura bellica, nazionale e socialista, ma la postulò".
Riferendosi a un'opera del 1962 del critico di Jünger Helmut Kaiser, Wolfgang Brekle ha affermato che Jünger era stato un promotore del nazionalsocialismo nella misura in cui, attraverso i suoi scritti La mobilitazione totale (1931), L'operaio (1932) e altri, la marcia verso la dittatura era stata "giustificata da lui come la direzione metafisica del suo tempo". Con le sue pubblicazioni aveva "attaccato la realtà e le idee della democrazia borghese e del socialismo" e aveva "diffuso idee di militarismo e revanscismo" attraverso i libri di guerra. I giudizi di Thomas Mann, secondo cui Jünger era un "pioniere spirituale e un gelido libertino della barbarie" o "un pioniere e gelido epicureo della barbarie", furono espressi in una corrispondenza privata del 1945, parte della quale divenne nota con la pubblicazione delle sue lettere nel 1963. Il verdetto di Mann, in quanto "parola autorevolmente autenticata, divenne un topos nella storia della controversia degli anni '60, '70 e '80". Secondo Lothar Bluhm, dal punto di vista della critica delle fonti, la validità di questo giudizio - e quindi il riferimento ad esso - era problematica, poiché la valutazione apodittica di Mann non si basava sulla propria lettura di Jünger, ma su dicerie e conoscenze di seconda mano di familiari e amici.
Negli anni '70 è emersa un'interpretazione principalmente estetica di Jünger, che collocava il libro Il cuore avventuroso, pubblicato nel 1928, nel contesto delle avanguardie europee, in particolare del Surrealismo. In questo caso, la "letterarizzazione" dell'autore è stata interpretata come un allontanamento dalla politica. Nell'anno e mezzo in cui Jünger scrisse questo libro, il nazionalsocialismo non fu affatto menzionato nei suoi articoli giornalistici..
L'assegnazione del Premio Goethe nel 1982 è stata l'occasione immediata per una feroce polemica e per un'impennata delle ricerche su Jünger. Secondo Robert Wistrich, il "nazionalismo per metà romantico e per metà tecnocratico" di Jünger lo faceva apparire come "un protagonista e un precursore intellettuale del nazionalsocialismo". Rolf Hochhuth ha difeso Jünger in modo apologetico, affermando che il modo di agire di una persona non può essere isolato "dall'epoca che ha determinato la sua visione, il suo pensiero e il suo agire". Inoltre, Jünger aveva criticato il parlamentarismo in alcuni momenti della repubblica di Weimar, il che, secondo Hochhuth, era "moralmente giustificato, anzi necessario". La coppia di autori Reimann/Hassel ha commentato questa affermazione nel modo seguente: "O Hochhuth scrive in modo del tutto disinformato e ignorante, nel senso che non vuole prendere atto di tali testi, oppure si colloca, se considera tali agitazioni di destra 'moralmente giustificate' e 'necessarie', nello stesso ambiente di coloro che li difendono". Peter Longerich descrive gli scritti La mobilitazione totale e L'operaio come "importanti testimonianze del pre-fascismo".
Karlheinz Hasselbach ha descritto i precedenti dibattiti su Jünger nel 1995. Non solo il primo Jünger fu etichettato come proto-fascista e la sua opera omnia fu liquidata come "modernismo fascista" (Russell Berman), ma anche Thomas Mann fu dichiarato un cripto-fascista nell'anno del giubileo del 1975, a causa della sua "alta borghesia". Tra queste, la valutazione negativa di Jünger da parte della New German Critique nel 1993. Al contrario, nello stesso anno Martin Konitzer sosteneva che Jünger era "in grado di integrare in modo esemplare le contraddizioni tedesche di questo secolo" ed elencava dei brani de L'operaio che, a suo avviso, dimostravano "quanto il testo sia effettivamente suscettibile di una lettura fascista". Rudolf Augstein ammise nel 1993, che Jünger, come Carl Schmitt, era stato "senza dubbio" un "precursore della dittatura". "Ma crediamo di sapere che tutti i pionieri intellettualmente illustri messi insieme non sarebbero stati sufficienti a spianare la strada a Hitler o a bloccarla".
Nel loro acclamato Jünger-Brevier, la coppia di autori Bruno W. Reimann e Renate Hassel ha scritto, a proposito dei "pionieri", che anche se nessun singolo attore o autore è stato responsabile in senso vero e proprio, "tutti coloro che hanno recitato pedissequamente, come fosse un rosario", la propaganda nazionale e radicale di destra, hanno contribuito a ciò, anche se in misura diversa. La natura della sua scrittura, come il suo esser capace di descrizioni dense e "atmosferiche", avrebbe sollevato Jünger molto al di sopra della massa degli scrittori nazionali fanfaroni. La sua ideologia di un "nuovo nazionalismo", presentata con veemenza, non era né complicata né ricca di variazioni, ma proprio per questo era così efficace.
Nel 1995 il dibattito si riaccese sulle pagine dei giornali tedeschi. L'occasione era il centesimo compleanno di Jünger, celebrato dagli jüngeriani con pubblicazioni commemorative. Claudia Gerhards ha riassunto varie voci in merito, come quella di Elke Schmitter, che riteneva di riconoscere nel "tirannosauro Jünger" l'immagine di un "fascista" "camaleontico". Le sue prime opere erano "in ottima armonia con il peggio del loro tempo: cariche e confuse, mormoranti e cupe". Christian Graf von Krockow scrisse: "non meritava la nostra acquiescenza", perché dopo tutto "apparteneva agli Schreibtischtätern (Criminali da scrivania) del disastro". Ralph Giordano avrebbe voluto ascoltare la "Parola su Auschwitz" di Jünger; Jürgen Busche ha scritto che dai primi lavori di Jünger si insinuano solo "mormorii intorno al mistero, semplici assurdità o al massimo metafisica".
Jörg Sader ha criticato come inadeguate le interpretazioni testuali che pongono la biografia di Jünger al centro dell'attenzione in modo esplicativo o che si lasciano determinare dall'effetto o dalla ricezione della sua opera. Come esempio, ha citato l'atteggiamento di coloro che respingono l'accusa di "precursori ideologici" facendo riferimento alla valutazione contraddittoria o sprezzante della critica al nazismo.
Lo storico statunitense Elliot Neaman ha ritenuto che l'appellativo di "pioniere del nazionalsocialismo" debba essere considerato "impreciso e superficiale" alla luce della "complicata storia della ricezione" di Jünger. La Enzyklopädie des Nationalsozialismus lo definisce "pioniere del nazionalsocialismo". Anche nell'anglosassone World Fascism. A Historical Encyclopedia, Jünger viene descritto come uno scrittore la cui retorica elitaria, antidemocratica e nazionalista ha contribuito a creare un ambiente favorevole all'ascesa del nazionalsocialismo. Daniel Morat si è concentrato sul tema centrale delle controversie che circondano Jünger: la questione della sua trasformazione. Mentre i difensori di Jünger in genere non contestano che Jünger sia stato un militante nazionalista e un pioniere del nazionalsocialismo, ma sottolineano la sua posizione di opposizione durante il Terzo Reich, i critici considerano questa trasformazione poco plausibile e superficiale.
Lo storico Hans-Ulrich Wehler ha sottolineato che la presunzione elitaria di Jünger e il suo scetticismo nei confronti della personalità di Hitler gli impedirono una "unione politica [Anschluss] pubblica", nonostante la sua simpatia per il nazionalsocialismo: "Una figura come Jünger non aveva nemmeno bisogno di appartenere alla NSDAP per agire come uno dei becchini intellettuali della repubblica, celebrato da una vasta comunità di lettori". Per il germanista olandese Jan Ipema, l'apprezzamento di Jünger per Hitler e il suo movimento era dovuto alla riuscita lotta di Hitler contro le disposizioni del trattato di Versailles e non tanto al nazionalsocialismo come "dottrina".
Helmuth Kiesel sostiene che lo stesso Jünger aveva esplicitamente ammesso di essere incline al fascismo ("che, tuttavia, doveva essere distinto dal nazionalsocialismo"). Alla luce della sua attività giornalistica nazionalista e antirepubblicana, non si potrebbe non essere d'accordo di annoverare Jünger tra i "becchini" della repubblica di Weimar e i "pionieri" del Terzo Reich. D'altra parte, non si dovrebbe sopravvalutare la sua importanza per la caduta della repubblica di Weimar e l'ascesa del nazionalsocialismo. Le stesse considerazioni sono state fatte da Lutz Unterseher, che ha affermato: "In effetti, Jünger può essere considerato uno dei pionieri intellettuali del nazionalsocialismo, anche se in senso molto ampio".

### Critica letteraria
Jünger ha affascinato i suoi lettori e i suoi colleghi scrittori anche in vita, ma li ha anche polarizzati. Uno dei lettori di In Stahlgewittern, André Gide, scrisse nel suo diario il 1º dicembre 1942: "indiscutibilmente il più bel libro di guerra che abbia letto". Bertolt Brecht, invece, negò a Jünger qualsiasi rango letterario poco dopo la seconda guerra mondiale: "Poiché egli stesso non è più giovane, lo definirei uno scrittore della giovinezza, ma forse non si dovrebbe chiamarlo affatto scrittore, bensì dire: è stato visto scrivere". Secondo Kiesel, Alfred Döblin annoverava Jünger, insieme a lui e a Brecht, tra la corrente intellettuale rivoluzionaria antiborghese e antiliberale della letteratura tedesca. Anche se Thomas Mann non attaccò il rango letterario di Jünger, in lettere private del 1945 lo giudicò "un pioniere e un gelido fruitore della barbarie" che purtroppo scriveva "un tedesco troppo buono per la Germania di Hitler". Alfred Andersch, ammiratore di Jünger, lo definì senza mezzi termini "l'ultimo della grande stirpe di Thomas Mann, Franz Kafka, Gottfried Benn e Bertolt Brecht". Autori come Heiner Müller, Rolf Hochhuth o Bruce Chatwin hanno cercato un legame con il vecchio Jünger. Chatwin parla della sua visita a Wilflingen in Che ci faccio qui? e di come definì Jünger un "esteta in guerra", ottenendo la sua approvazione, perché "coglie bene l'atmosfera che si respira nei miei diari parigini… ci rifugiavamo nella vita culturale, artistica, letteraria della città".
A livello internazionale, gli scritti di Jünger sono ampiamente diffusi; la loro ricezione, a differenza della situazione in Germania, è meno incentrata sul giornalismo politico di Jünger. Anche i suoi primi scritti sono stati tradotti in numerose lingue. All'inizio, gli scritti di Jünger sono stati criticati per la loro glorificazione della violenza e per l'idealizzazione della mascolinità nella forma del "guerriero". In seguito, l'opera di Jünger è stata accolta soprattutto in una prospettiva estetica, ignorando le "esplosive" implicazioni politiche. Mentre nella Germania nazionalsocialista Sulle scogliere di marmo veniva letto anche come una critica facilmente decifrabile al regime nazista, i testi di Jünger del dopoguerra erano visti come meno rilevanti dal punto di vista politico.
A questo proposito, lo studio Ästhetik des Schreckens (Estetica del terrore) di Karl Heinz Bohrer del 1978, che mostra l'intreccio dei testi di Jünger con le avanguardie europee e statunitensi, ha rappresentato una pietra miliare nella ricezione accademica. Sulla scia di questa apertura della ricerca, Jünger - insieme a Walter Benjamin, Siegfried Kracauer e altri - si è imposto all'attenzione come un classico della moderna teoria dei media. Nel corso della formazione della teoria post-strutturalista in Francia, Virilio e Baudrillard, ad esempio, ne hanno seguito l'esempio. Nel mondo di lingua tedesca, invece, la sua valutazione estetica come cultore dello stile letterario passa solitamente in secondo piano rispetto alla sua valutazione politica.
Secondo Claudia Gerhards, le ricerche su Jünger - stimolate anche dall'analisi formale-estetica di Bohrer - sono diventate più produttive dal punto di vista degli studi letterari solo dopo il 1978, perché si sono concentrate maggiormente sulle dimensioni letterarie dell'opera di Jünger. In precedenza, questa era stata dominata dalla letteratura politica secondaria con una predominanza di questioni ideologico-critiche, ma anche vetero-conservatrici-apologetiche. L'immagine di Jünger come autore "prefascista" è sempre servita come schema di valutazione. Gerhards ne conclude che le prime ricerche su Jünger volevano evitare il rischio di riabilitare indirettamente un autore ostracizzato come "precursore del fascismo" attribuendogli qualità letterarie.

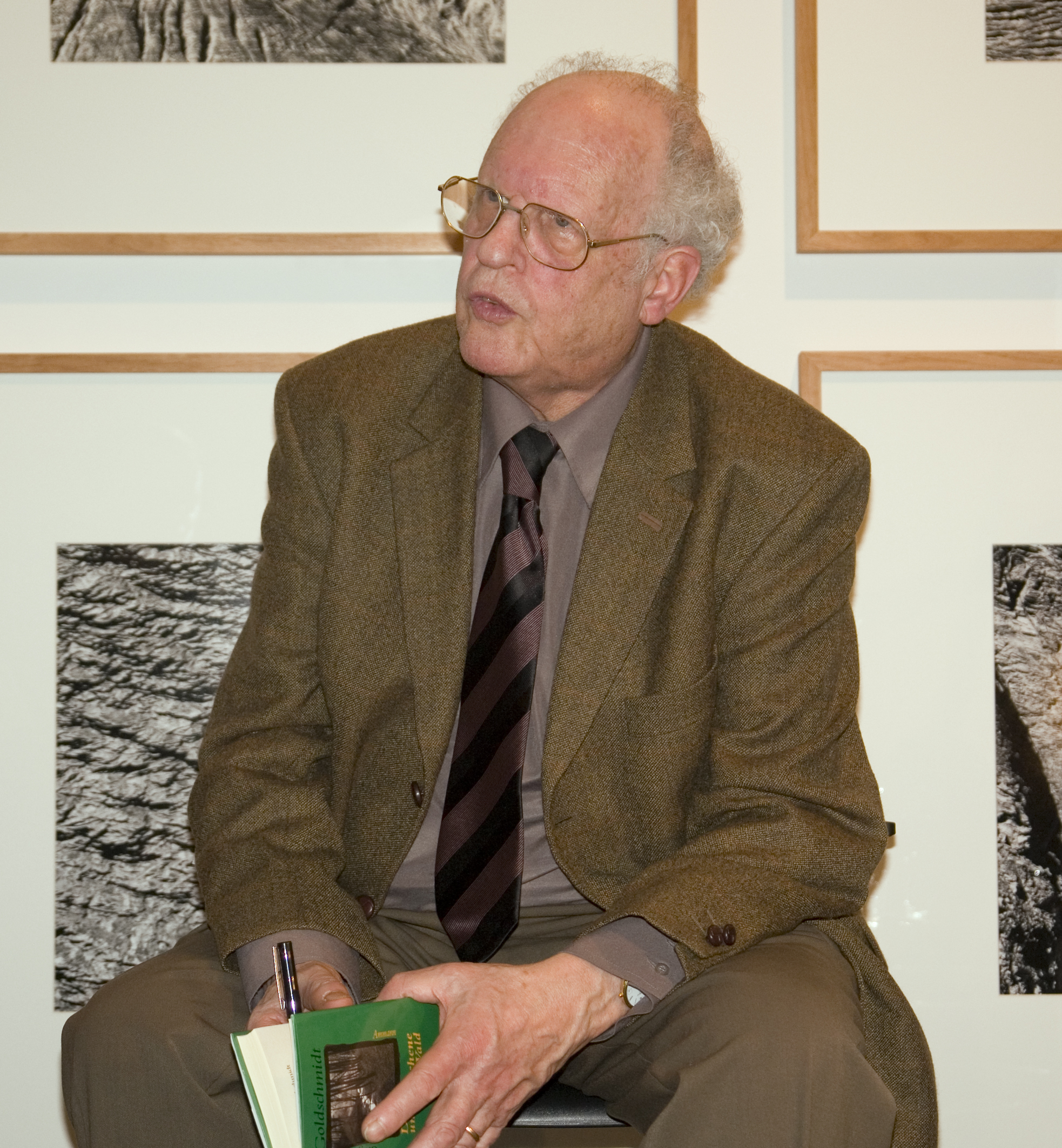
George Arthur Goldschmidt

I diari di guerra di Jünger sono stati pubblicati da Gallimard in Francia nel 2008 nella prestigiosa collana "Bibliothèque de la Pléiade". Lo scrittore Georges-Arthur Goldschmidt ha visto in questa pubblicazione un'estetizzazione dell'autore politicamente controverso e ha reagito, secondo Julia Encke sul Frankfurter Allgemeine Zeitung, con "polemiche furiose": "Il fatto che, sosteneva Goldschmidt nella Frankfurter Rundschau, 'questo mistificatore un po' fascistoide e montato' venisse ora collocato tra i begli spiriti del paradiso letterario francese, era proprio il peggio del peggio, e la pubblicazione un chiaro segno che nella 'Pléiade' l'emigrazione e la resistenza tedesche venivano messe in secondo piano. Si tratta, anche se inconsapevolmente, di "una vera e propria riabilitazione dell'occupazione tedesca della Francia", di un "elogio della collaborazione"". Anche la critica letteraria di lingua tedesca è ambivalente nella sua valutazione. Jünger ebbe ammiratori come l'amico Friedrich Sieburg e numerosi critici come Gottfried Benn e Thomas Mann. Marcel Reich-Ranicki ha dichiarato nel 2011 su Die Welt: "Non vedo un romanzo significativo di Jünger. Credo che il suo impatto sia dovuto principalmente alla sua personalità, non alla sua prosa. Thomas Mann lo ha caratterizzato in modo insuperabile nel 1945 [...] l'opera di Jünger mi è estranea". D'altra parte, altri critici come Denis Scheck hanno giudicato Jünger in modo più positivo Secondo il critico letterario tedesco Helmut Böttiger, Jünger può essere considerato "uno dei pionieri più influenti del nazionalsocialismo" e, in quanto tale, una "figura sintomatica" della storia tedesca del Novecento. Da questo punto di vista, specialmente i suoi diari costituiscono una fonte di informazione preziosa per gli storici. Tuttavia, il suo "narcisismo autoreferenziale" non ne fanno "né un modello né un grande scrittore".
Poco discussa è la sua scelta di argomenti spesso non convenzionali (Heliopolis presenta viaggi nello spazio e un tipo di telefono cellulare (il fonoforo), Le api di vetro descrive robot azionati utilizzando la nanotecnologia). A ciò si aggiungono i suoi contributi scientifici all'entomologia. Nel corso della sua vita, Jünger si è occupato anche del tema delle droghe, anche attraverso le sue esperienze personali con oppio, mescalina, cocaina e LSD, tra le altre, che descrive intensamente nel suo libro Avvicinamenti. Droghe ed ebbrezza descrive la droga e l'intossicazione, pubblicato nel 1970, di cui parla ripetutamente anche nei suoi quaderni e nei suoi diari. Jünger elaborò le esperienze di droga in forma letteraria, ad esempio in Irradiazioni (1949), Heliopolis (1949) e Visita a Godenholm (1952). Jünger assumeva le droghe per lo più in incontri sociali e utilizzava dosaggi che evitavano un'intossicazione troppo forte. Nel 2013 il Museo di letteratura moderna ha dedicato una mostra completa alla lunga corrispondenza di Jünger con Albert Hofmann, colui che sintetizzò l'LSD.
La Ernst und Friedrich Georg Jünger Gesellschaft mette in comune le ricerche e organizza ogni anno, nel fine settimana prima di Pasqua, un simposio sul lavoro dei fratelli Jünger.

## Archivio e biblioteca
Parte dell'archivio di Ernst Jünger si trova nella Deutsches Literaturarchiv di Marbach am Neckar. Numerosi fogli presentano danni causati da nastri autoadesivi.
La catalogazione della vasta biblioteca privata di Ernst Jünger è stata completata nel luglio 2018. Si tratta di oltre 10.000 volumi che si trovano nella Jünger-Haus Wilflingen e di 4.600 volumi conservati nella Deutschen Literaturarchiv Marbach. Inoltre, sono state indicizzate più di 60 scatole di materiali a stampa insieme a supporti di immagini e suoni in possesso di Jünger.
Nel 2010 l'archivio ha presentato la mostra Ernst Jünger. Am Abgrund con numerosi reperti dei periodi della sua vita. Singoli reperti provenienti dall'archivio di Jünger fanno parte dell'esposizione permanente del Museo di letteratura moderna di Marbach, come ad esempio il suo diario di guerra, poi diventato Nelle tempeste d'acciaio, e la sua agenda.

## Altro
Nel 1998 la Deutsche Post ha dedicato un francobollo speciale con il suo ritratto a Ernst Jünger in occasione della sua morte.
Una specie di Hieracium recentemente scoperta nell'Europa meridionale ha ricevuto il nome botanico di Hieracium juengeri nel 2016 in onore di Ernst Jünger.

## Mostre
- LSD. Der Briefwechsel zwischen Albert Hofmann und Ernst Jünger. Literaturmuseum der Moderne, Marbach, 16 luglio 2013 - 20 ottobre 2013[188].
- Ernst Jünger. Arbeiter am Abgrund. Deutsches Literaturarchiv, Marbach, 7 novembre 2010 - 27 marzo 2011[193].

## Opere

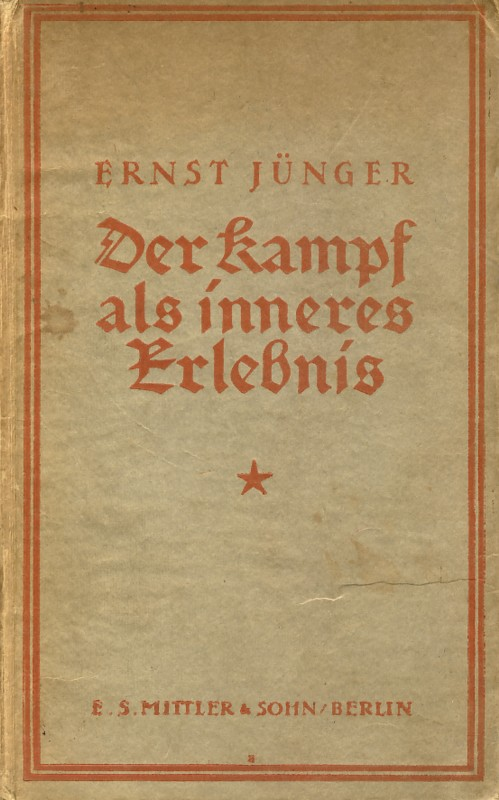
La battaglia come esperienza interiore, 1922

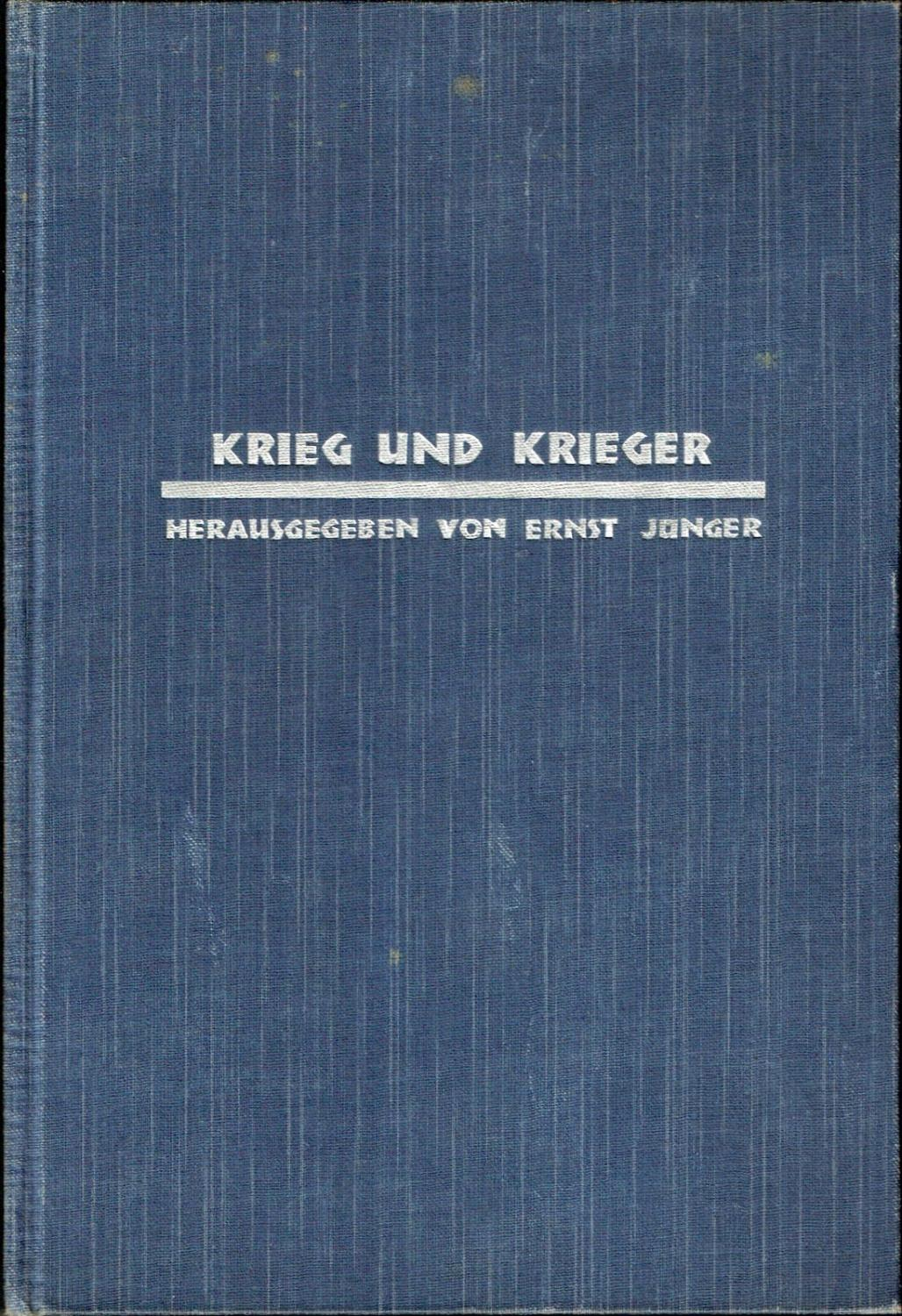
Krieg und Krieger, 1930

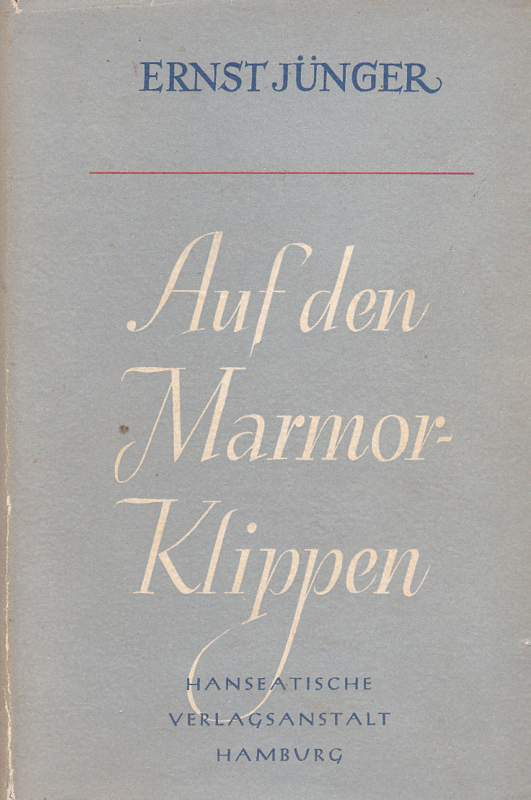
Sulle scogliere di marmo, 1939

### Memorie e diari
- Kriegstagebuch 1914–1918, Hrsg. Helmuth Kiesel, Stoccarda 2010, ISBN 978-3-608-93843-2.
  -  Diario di guerra 1914-1918, traduzione di F. Sassi, Collana Le guerre n.75, Gorizia, LEG, 2017, ISBN 978-88-610-2146-4.
- In Stahlgewittern. Aus dem Tagebuch eines Stoßtruppführers, Leipzig 1920 im Selbstverlag; 46. Auflage, Klett-Cotta, Stoccarda 2008, ISBN 978-3-608-95208-7.
  - Nelle tempeste d'acciaio, trad. Giorgio Zampaglione, Introduzione di Giorgio Zampa, Parma, Guanda, 1990.
  - Tempeste d'acciaio, trad. Gisela Jaager-Grassi, Studio Tesi, 1990.
- Das Wäldchen 125. Eine Chronik aus den Grabenkämpfen, Mittler-Verlag, Berlin 1925.
  - Boschetto 125. Una cronaca delle battaglie in trincea nel 1918, trad. Alessandra Iadicicco, a cura di Quirino Principe, Parma, Guanda, 1999.
- Feuer und Blut. Ein kleiner Ausschnitt aus einer großen Schlacht, 1925.
  - Fuoco e sangue. Breve episodio di una grande battaglia, trad. Alessandra Iadicicco, Collezione Narratori della Fenice, Milano, Guanda, 2016, ISBN 978-88-235-0845-3.
- Gärten und Straßen, 1942.
  - Giardini e strade, trad. e Prefazione di F. Federici, Bompiani, Milano, 1943.
  - Giardini e strade. Diario 1939-1940. In marcia verso Parigi, trad. Alessandra Iadicicco, Collezione Biblioteca della Fenice, Milano, Guanda, 2008, ISBN 978-88-824-6494-3.
- Myrdun. Briefe aus Norwegen, 1943.
- Atlantische Fahrt. Kriegsgefangenenhilfe des Weltbundes der Christlichen Vereine Junger Männer in England, Zaunkönig Bücher 1947. Neuauflage: Atlantische Fahrt. Rio, Residenz des Weltgeistes. Klett-Cotta, Stoccarda 2013, ISBN 978-3-608-93952-1.
  -  Traversata atlantica, traduzione di Alessandra Iadicicco, a cura di D. Schöttker, Collezione Biblioteca della Fenice, Milano, Guanda, 2017, ISBN 978-88-235-1481-2.
- Ein Inselfrühling. Ein Tagebuch aus Rhodos, 1948.
- Strahlungen, 1949.
  - Diario 1941-1945, trad. Henry Furst, Collezione I Centolibri vol. VII, Milano, Longanesi, I ed. dicembre 1957; Prefazione di Ferruccio Masini, Collezione Biblioteca, Longanesi, 1983; col titolo Irradiazioni. Diario 1941-1945, Collana Biblioteca della Fenice, Guanda, Parma, 1993-1995.
- Am Sarazenenturm, 1955.
  - Terra sarda, trad. Quirino Principe, Nuoro, Il Maestrale 1999, ISBN 978-88-861-0931-4.
- Die Hütte im Weinberg. Jahre der Okkupation, Klett-Cotta, 1958, 1979.
  -  La capanna nella vigna. Gli anni dell'occupazione, 1945-1948, traduzione di Alessandra Iadicicco, Collezione Biblioteca della Fenice, Milano, Guanda, 2009, ISBN 978-88-824-6493-6.
- Siebzig verweht I, 1980.
- Siebzig verweht II, 1981.
- Siebzig verweht III, 1993.
- Siebzig verweht IV, 1995.
- Siebzig verweht V, 1997.

### Romanzi
- Auf den Marmorklippen, 1939.
  - Sulle scogliere di marmo, trad. Alessandro Pellegrini, Collana Medusa n.139, Milano, Mondadori, 1942-1945; Collana Biblioteca n.18, Milano, Rusconi, 1975; Parma, Guanda, 1988.
- Heliopolis. Rückblick auf eine Stadt, 1949.
  - Heliopolis, trad. M. Guarducci, a cura di Quirino Principe, Milano, Rusconi, 1972; Collezione Biblioteca della Fenice, Milano, Guanda, 2006, ISBN 978-88-824-6362-5.
- Gläserne Bienen, 1957.
  - Le api di vetro, trad. Henry Furst, Collezione La Fronda, Milano, Longanesi 1960; Collana Prosa contemporanea, Milano, Guanda, 1993, ISBN 978-88-774-6692-1; con uno scritto di Giorgio Cusatelli, Collana Narratori della Fenice, Guanda, 2020, ISBN 978-88-235-2607-5.
- Die Zwille, 1973.
  - La fionda, trad. Alessandra Iadicicco, Collana Il battello ebbro, Milano, Settecolori, 2021, ISBN 978-88-969-8639-4.
- Eumeswil, 1977.
  - Eumeswil, trad. Maria Teresa Mandalari, Milano, Rusconi, 1981; Parma, Guanda, 2001.
- Eine gefährliche Begegnung, 1985.
  - Un incontro pericoloso, trad. Anna Bianco, Collezione Biblioteca n.167, Milano, Adelphi, 1986, ISBN 978-88-459-0652-7.

### Racconti
- Sturm, 1923.
  -  Il tenente Sturm, traduzione di Alessandra Iadicicco, Collezione Quaderni della Fenice, Milano, Guanda, 2000, ISBN 978-88-774-6968-7.
- Afrikanische Spiele, 1936.
  -  Ludi africani, traduzione di Attilio Borelli, Milano, Nuvoletti, 1953.
  -  Ludi africani, traduzione di Ingrid Harbeck, Milano, Sugar, 1970. - Milano, Longanesi, 1974; Milano, Guanda, 1995.
- Die Eberjagd, 1952.
  - Caccia al cinghiale, in Visita a Godenholm, trad. di Ada Vigliani, Milano, Adelphi. 2008.
- Besuch auf Godenholm, 1952.
  -  Visita a Godenholm, traduzione di Ada Vigliani, Collana Piccola Biblioteca n.568, Milano, Adelphi, 2008, ISBN 978-88-459-2255-8.
- Aladins Problem, 1983.
  -  Il problema di Aladino, traduzione di Bruna R. Bianchi, Collana Piccola Biblioteca n.185, Milano, Adelphi, 1985, ISBN 978-88-459-0631-2.
- Drei Schulwege, 1991
  - Tre strade per la scuola. Vendetta tardiva, trad. Alessandra Iadicicco, Collezione Prosa contemporanea, Milano, Guanda, 2007, ISBN 978-88-824-6953-5.

### Saggi
- Der Kampf als inneres Erlebnis, 1922
  - La battaglia come esperienza interiore, Collana La mala parte, Piano B, 2014, ISBN 978-88-966-6583-1.
- Das abenteuerliche Herz. Aufzeichnungen bei Tag und Nacht, 1929; poi Das abenteuerliche Herz. Figuren und Capriccios, 1938
  - Il cuore avventuroso. Figurazioni e capricci, a cura di Quirino Principe, Milano, Longanesi 1986; Parma, Guanda, 1995, ISBN 978-88-774-6828-4.
- Die totale Mobilmachung, 1930
  - La mobilitazione totale, in id., Scritti politici e di guerra, 1919-1933, Libreria Editrice Goriziana, 2005
- Der Arbeiter. Herrschaft und Gestalt, 1932
  - L'Operaio. Dominio e forma, trad. Quirino Principe, Milano, Longanesi, 1984; Milano, Guanda, 1991.
- Blätter und Steine, 1934
  -  Foglie e pietre, traduzione di Flavio Cuniberto, Collezione Biblioteca, Milano, Adelphi, 1997, ISBN 978-88-459-1321-1.
- Der Friede. Ein Wort an die Jugend Europas und an die Jugend der Welt, 1945. [la prima versione dello scritto fu composta nel 1941]
  - La pace, trad. Adriana Apa, con uno scritto di Saverio Vertone ("L'immagine dell'avamposto"), Collezione Testi e Documenti della Fenice, Milano, Guanda, 1993, ISBN 978-88-774-6520-7.
  -  La pace. Una parola ai giovani d'Europa e ai giovani del mondo, Prefazione di Maurizio Guerri, Milano-Udine, Mimesis, 2022, ISBN 978-88-575-8902-2.
- Sprache und Körperbau, 1947.
- Am Kieselstrand, 1951.
- Über die Linie, 1951
  - Oltre la linea, con Martin Heidegger, a cura di Franco Volpi, Collana Piccola Biblioteca, Milano, Adelphi, 1989; Nuova ed., Adelphi, 1998.
- Der Waldgang, 1952
  - Trattato del Ribelle, trad. F. Bovoli, Collezione Piccola Biblioteca, Milano, Adelphi, 1990, ISBN 978-88-459-0758-6.
- Das Sanduhrbuch, 1954
  - Il libro dell'orologio a polvere, trad. Alvise La Rocca e Agnese Grieco, Collezione Biblioteca, Milano, Adelphi, 1994, ISBN 978-88-459-1099-9.
- Rivarol, 1956.
  -  Rivarol. Massime di un conservatore, traduzione di B. Lotti e M. Monaldi, Collezione Quaderni della Fenice, Parma, Guanda, 1992-2004.
- San Pietro (1957), Fausto Lupetti Editore, 2015, ISBN 978-88-687-4075-7.
- An der Zeitmauer, 1959
  -  Al muro del tempo, traduzione di Alvise La Rocca e Agnese Grieco, Collezione Biblioteca n.386, Milano, Adelphi, 2000, ISBN 978-88-459-1508-6.
- Der Weltstaat. Organismus und Organisation, 1960
  - Lo stato mondiale. Organismo e organizzazione, Parma, Guanda, 1998
- Quadrofogli (Vier Blätter, 1960)[196], Introduzione e trad. a cura di Luca Siniscalco, postfazione di Marino Freschi, De Piante, 2021, ISBN 979-12-803-6207-0.
- Typus, Name, Gestalt, 1963
  -  Tipo Nome Forma, traduzione di Alessandra Iadicicco, Herrenhaus, 2002, ISBN 978-88-877-6102-3.
- Dezember. Bois de Noel, 1964
- Grenzgänge. Essays. Reden. Träume, 1966
- Subtile Jagden, 1967
  -  Cacce sottili, traduzione di Alessandro Iadicicco, Collezione Biblioteca della Fenice, Parma, Guanda, 1997, ISBN 978-88-774-6877-2. - II ed., Guanda, 2022, ISBN 978-88-235-3068-3.
- Sgraffiti, 1969
- Ad hoc, 1970
- Annäherungen. Drogen und Rausch, 1970
  - Avvicinamenti. Droghe ed ebbrezza, trad. C. Sandrin e U. Ugazio, Milano, Multhipla 1982; Biblioteca della Fenice, Milano, Guanda, 2006, ISBN 978-88-824-6351-9.
- Träume. Nocturnes, 1970.
- Zahlen und Götter. Philemon und Baucis. Zwei Essays, 1974.
  - Philemon un Baucis. Der Tod in der mythischen und in der technischen Welt, 1979
  -  Filemone e Bauci. La morte nel mondo mitico e nel mondo tecnico, traduzione di Alessandra Iadicicco, Collana Piccola Biblioteca, Parma, Guanda, 2018, ISBN 978-88-824-6961-0.
- Maxima–Minima, Adnoten zum „Arbeiter“, 1983.
  -  Maxima-Minima. Autore di L'operaio, traduzione di Alessandra Iadicicco, a cura di Quirino Principe, Collana Piccola Biblioteca, Parma, Guanda, 2012  [Quaderni della Fenice, Guanda, 1998], ISBN 978-88-608-8757-3.
- Autor und Autorschaft, 1984.
- Zwei Mal Halley, 1987
  - Due volte la cometa, trad. Quirino Principe, Parma, Guanda, 1989, ISBN 978-88-774-6385-2.
- Die Schere, 1990
  - La forbice, trad. Alessandra Iadicicco, Postfazione di Quirino Principe, Biblioteca della Fenice, Parma, Guanda, 1996, ISBN 978-88-774-6519-1; 2022, ISBN 978-88-235-2608-2.
- Serpentara. Mit Holzschnitten von Alfred Pohl, Passau, 1991.
- Prognosen, 1993.
- Il contemplatore solitario (collezione di diversi scritti jüngeriani), trad. Quirino Principe, a cura di Henri Plard, Collezione Biblioteca della Fenice, Parma, Guanda, 1995, ISBN 978-88-774-6368-5.
- Weiße Nächte, 1997.
- Politische Publizistik 1919-1933, 3 voll., 2000
  - Scritti politici e di guerra 1919-1933, 3 voll., trad. Alessandra Iadicicco, Collezione Le Guerre, Gorizia, Libreria Editrice Goriziana, 2003-2005, ISBN 978-88-869-2885-4.
- L'albero. Quattro prose, traduzione di Alessandra Iadicicco, Herrenhaus, 2003, ISBN 978-88-877-6113-9. [saggi composti tra il 1959 e il 1966]
- Zur Geiselfrage. Schilderung der Fälle und ihre Auswirkungen, Hrsg. von Sven Olaf Berggötz, Klett-Cotta, 2011.
  -  Sulla questione degli ostaggi. Parigi, 1941-1942, traduzione di Alessandra Iadicicco, a cura di Sven Olaf Berggöttz, Collana Piccola Biblioteca, Parma, Guanda, 2012, ISBN 978-88-608-8924-9.
- Friedrich Georg Jünger e E. Jünger, Guerra e guerrieri. Discorso di Verdun, a cura e con un saggio di Maurizio Guerri, Milano-Udine, Mimesis, 2012, ISBN 978-88-575-0977-8.
- E. Jünger e Edmund Schultz, Il mondo mutato. Un sillabario per immagini del nostro mondo, a cura di Maurizio Guerri, Milano-Udine, Mimesis, 2007-2018, ISBN 978-88-575-4381-9.
- Autunno in Sardegna, a cura di Mario Bosincu, Collana Vitanova, Firenze, Le Lettere, 2020, ISBN 978-88-936-6143-0. [contiene 3 scritti: San Pietro, Serpentara, Autunno in Sardegna]
- Mantrana. Un gioco, a cura di Michele Cometa, Collana Minima/Volti, Milano-Udine, Mimesis, 2020, ISBN 978-88-575-6967-3.
- La Grande Madre. Meditazioni mediterranee, a cura di Mario Bosincu, Collana Vitanova, Firenze, Le Lettere, 2021, ISBN 978-88-936-6228-4.

### Epistolari
- Der gordische Knoten, con Carl Schmitt, 1953.
  -  Il Nodo di Gordio. Dialogo su Oriente e Occidente nella storia del mondo, traduzione di Giuseppina Panzieri, a cura di Carlo Galli, Collana Intersezioni, Bologna, Il Mulino, 1987, ISBN 978-88-150-1421-4. - Il Mulino, 2004, 978-88-150-9742-2.
  -  Il nodo di Gordio, a cura di Giovanni Gurisatti, Collana Piccola Biblioteca n.787, Milano, Adelphi, 2023, ISBN 978-88-459-3735-4.
- Martin Heidegger-E. Jünger, Il silenzio è l'arma più forte. Lettere 1949-1975, a cura di C. Badocco, Macerata, Quodlibet, 2013, ISBN 978-88-746-2380-8.
- E. Jünger e Albert Hofmann, LSD. Carteggio 1947-1997, traduzione di S. Piangatello, Collana Scienza n.3, Giacometti & Antonello, 2017, ISBN 978-88-988-2007-8.
- Lettere dal fronte alla famiglia 1915-1918, Con una selezione di lettere di risposta dei genitori e di Friedrich Georg Jünger, a cura di H. Schwilk, trad. di F. Sassi, Collana Le guerre n.82, Gorizia, LEG, 2017, ISBN 978-88-610-2411-3.

### Interviste
- Banine, Incontri con Ernst Jünger (Rencontres avec Ernst Jünger, 1951), traduzione di É. Ronin, Illustrazioni di R. Schlichter, a cura di A. Crespi, De Piante, 2022, ISBN 979-12-803-6220-9.
- Julien Hervier, Conversazioni con Ernst Jünger (Entretiens avec Ernst Jünger, 1986), traduzione di A. Marchi, Collezione Testi e documenti della Fenice, Parma, Guanda, 1987, ISBN 978-88-774-6261-9.
- Antonio Gnoli e Franco Volpi, I prossimi titani. Conversazioni con Ernst Jünger, Collana Piccola Biblioteca n.397, Milano, Adelphi, 1997, ISBN 978-88-459-1325-9. [intervista del 1995]

## Film
- In den Gräben der Geschichte – Der Schriftsteller Ernst Jünger. Documentario, Germania, 2019, 52:45 min., scritto e diretto da Falko Korth, prodotto da KR.Film, rbb, arte, prima trasmissione: 27 novembre 2019 su arte,  sinossi. di ARD (recensione[197]); con i biografi Helmuth Kiesel e Heimo Schwilk, lo storico Volker Weiß, la critica letteraria Iris Radisch e il pittore Neo Rauch.